# Francisco Largo Caballero
Francisco Largo Caballero (Madrid, 15 de octubre de 1869-París, 23 de marzo de 1946) fue un sindicalista y político marxista español, histórico dirigente del Partido Socialista Obrero Español (PSOE) y la Unión General de Trabajadores (UGT). Desempeñó la presidencia del Consejo de Ministros de la Segunda República entre septiembre de 1936 y mayo de 1937.
Estuquista de profesión, ingresó en la UGT en 1890 y en el PSOE en 1893, y se convirtió en uno de los primeros concejales del partido en el municipio de Madrid, electo en las municipales de 1905. Asumió un papel protagonista en la convocatoria de la huelga general de 1917. Fue partidario de aceptar la línea de colaboración que tendió a la UGT y a los socialistas la dictadura de Primo de Rivera y llegó a ejercer como consejero de Estado durante este período. Tras la proclamación de la Segunda República pasó a desempeñar la cartera de Trabajo del gobierno provisional. Escéptico con las posibilidades que ofrecía a la clase obrera la República burguesa, en el verano de 1933 radicalizó su discurso en una línea revolucionaria —lo que hizo que se ganara efímeramente entre algunos el apodo de «el Lenin español»— y preconizó la huelga general revolucionaria de 1934, iniciada a raíz del anuncio de la entrada de ministros de la CEDA en el gobierno radical.
Una vez comenzada la guerra civil, pasó a encabezar en septiembre de 1936 el consejo de ministros formado tras el colapso del gobierno de José Giral (asumiendo igualmente la cartera de Guerra), convirtiéndose así en el primer líder obrero en desempeñar la jefatura de gobierno en España. Durante la guerra civil puso empeño en tratar de restablecer la autoridad en la zona republicana. Salió del gobierno tras las jornadas de mayo de 1937. Exiliado a Francia tras la derrota republicana, fue hecho prisionero del campo de concentración nazi de Sachsenhausen. Liberado en 1945, falleció meses más tarde, en París.

## Biografía

### Los primeros años: el «obrero consciente» (1869-1893)

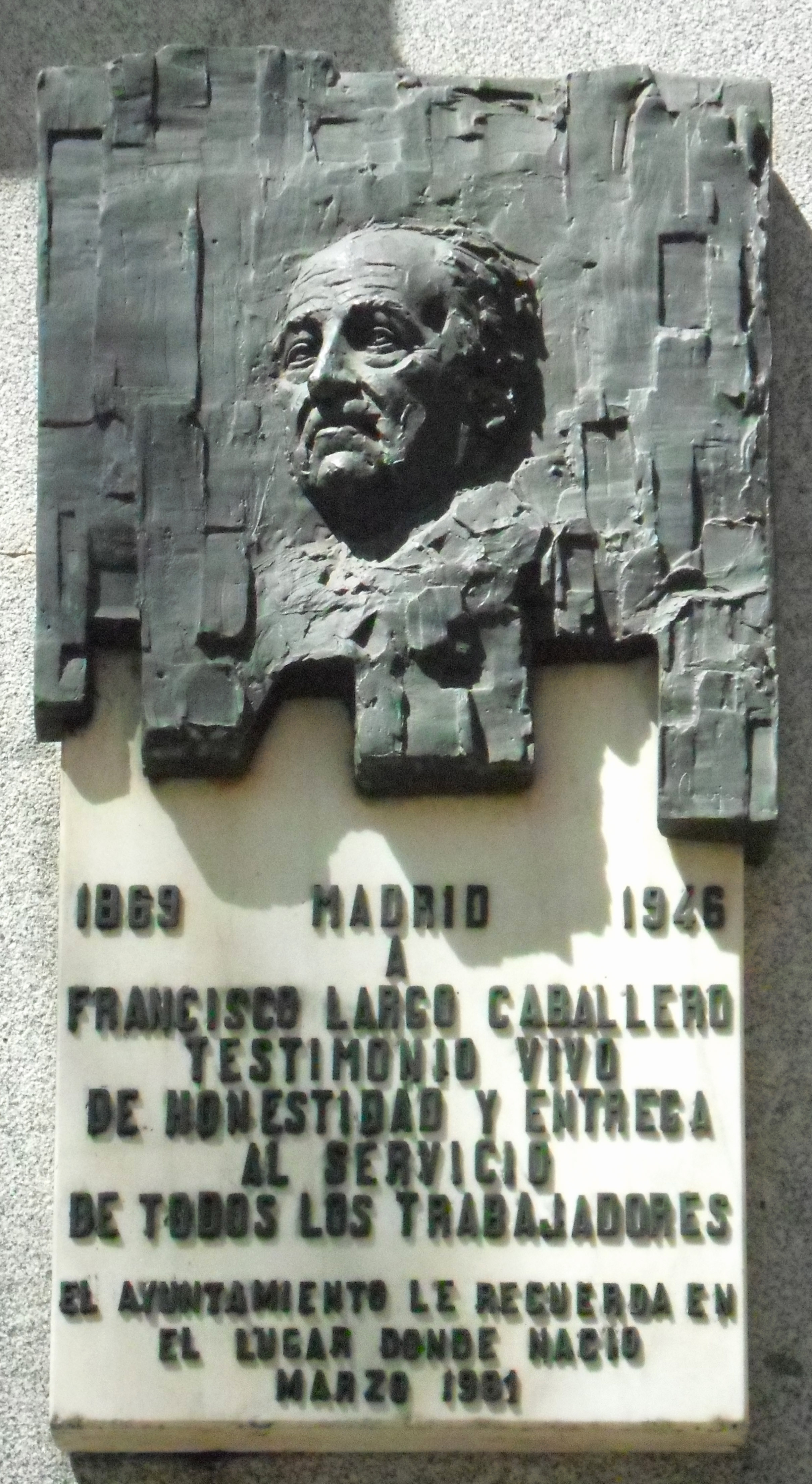
Placa conmemorativa en el lugar donde se hallaba la madrileña casa natal de Largo Caballero. La placa fue retirada en 2020 por orden del alcalde de Madrid José Luis Martínez-Almeida (del Partido Popular). Dos sentencias de junio y octubre de 2022 declararon la decisión ilegal y conminaron al Ayuntamiento a reponerla. En julio de 2025 el Tribunal Supremo confirmó las sentencias.

Nació el 15 de octubre de 1869 en una buhardilla del número 9 de la Plaza Vieja de Chamberí, en Madrid. Su padre, Ciriaco Largo, era un carpintero natural de Toledo que había emigrado a Madrid el año anterior en busca de trabajo. Allí conoció y se casó con Antonia Caballero, una criada doméstica nacida en Brihuega (provincia de Guadalajara). El matrimonio duró muy poco tiempo porque la esposa denunció a su marido ante el juez por malos tratos y consiguió el divorcio a principios de 1871 aprovechando la legislación recién aprobada sobre la materia tras el triunfo de la Revolución de 1868. Antonia Caballero volvió a su antiguo oficio de sirvienta y madre e hijo vivieron grandes penurias. Cuando le ofrecieron un trabajo algo mejor pagado en una fonda u hotel de Granada allí se trasladó con su hijo. Francisco, de unos cinco años de edad, ingresó entonces en el Colegio de los Escolapios de Granada. Al año siguiente regresaron a Madrid y volvieron a vivir en casa de un familiar de la madre, en la misma Plaza Vieja de Chamberí, y el niño fue a las Escuelas Pías de San Antón de Madrid. Pero un año después, «los mismos frailes escolapios manifestaron a su madre que al tener ya siete años debía empezar a trabajar». A partir de ese momento Francisco, con apenas tres años de instrucción escolar, empezó a buscar trabajo como aprendiz «para ganar el pan que comía», como recordó mucho después.
Tras trabajar en una fábrica de cartones, en un taller de encuadernación y en una cordelería –donde un burro le golpeó cuando lo conducía al abrevadero, causándole «una herida en la ceja de la que le quedó huella toda la vida»–, con nueve años empezó de aprendiz de estuquista, que era un oficio muy especializado, pues se trataba de aplicar una capa de escayola fina, el estucado, a las paredes interiores de pisos y casas de calidad –«casas confortables», se las llamaba– y que estaba en auge debido al crecimiento que estaba experimentando Madrid en aquellos años. Empezó ganando 3 pesetas al día y pronto ganó 4, «lo que para aquel tiempo no era ciertamente un jornal bajo» –un albañil ganaba entonces 2 pesetas por unas 11 horas de trabajo al día, que era la jornada media; y no existía el descanso dominical–. El oficio de estuquista sería el que desempeñaría durante los treinta y dos años siguientes de su vida, ya que los primeros cargos que desempeñó en la UGT y en el PSOE no estaban remunerados. Y durante la mitad de ese tiempo vivió con su madre hasta que murió en 1896, cuando Largo Caballero tenía veinticinco años de edad. En aquel momento ya era un consumado oficial estuquista y desde los diecisiete años trabajaba con dos ayudantes. Pero era un trabajo estacional por lo que cuando no recibía encargos, tuvo que desempeñar otros oficios como vendedor de verduras o como obrero de la construcción, ganando mucho menos –alrededor de 1,50 pesetas al día–.
Su primer contacto con el movimiento obrero organizado tuvo lugar en 1890 cuando con apenas veinte años tuvo conocimiento de que se había celebrado en Madrid la Fiesta del Primero de Mayo organizada por la Unión General de Trabajadores y el Partido Socialista Obrero Español y durante la que había pronunciado un discurso el presidente de ambas organizaciones, Pablo Iglesias. Eso fue lo que le impulsó a afiliarse a la UGT —paso que dio en ese mismo año 1890, con 21 años— ingresando en la sociedad de albañiles «El Trabajo», ya que entonces no existía ninguna sociedad de estuquistas, aunque poco después gracias a una intensa labor de captación entre sus compañeros de oficio logró fundar la Sociedad de Estuquistas integrada en la Unión. Fue en el acto de fundación de esa sociedad cuando oyó hablar a Pablo Iglesias por primera vez, cuyas palabras «exponiendo las ventajas de la organización obrera», según afirmó el propio Largo Caballero, «produjeron en mi inteligencia el mismo efecto que la luz en las tinieblas». Tres años después, el 9 de marzo de 1893, ingresaba también en el Partido Socialista Obrero Español. Como ha señalado su más reciente biógrafo, Julio Aróstegui, «cuando quedaban pocos años para la entrada en el nuevo siglo, Caballero se había convertido ya, definitivamente, en un obrero consciente. [...] La clase, la acción de clase como absoluta y exclusiva, sería ya en la vida y en el pensamiento de Caballero el motor primordial, el basamento de todas sus decisiones, creencias y... quimeras. [...] Él mismo lo ha dejado escrito:».

Se produjo un cambio radical en mi vida. Abandoné toda diversión y distracción que no tuviera un objetivo natural o instructivo. Entregué todas las energías físicas e intelectuales de que podía disponer a la defensa y propaganda del ideal voluntariamente abrazado.

Pero Largo Caballero nunca fue un obrero «ilustrado» –solo había ido a la escuela de los cuatro a los siete años–. Aprendió de forma autodidacta algunos conceptos básicos del marxismo de folletos y de los artículos que aparecían en El Socialista. Del propio Marx solo citaba el Manifiesto Comunista y la Crítica del programa de Gotha, y de Karl Kautsky, el principal ideólogo marxista de la Segunda Internacional, El programa de Erfurt. Nunca citó a Lenin. Por eso, según su biógrafo Julio Aróstegui, el calificativo que mejor define la ideología socialista de Largo Caballero es el de «pablista», porque los escritos del líder y fundador de la UGT y del PSOE, Pablo Iglesias, de quien se consideraba un discípulo aventajado, fueron siempre la referencia determinante en el pensamiento de Largo Caballero.

### El ascenso del dirigente obrero (1893-1918)

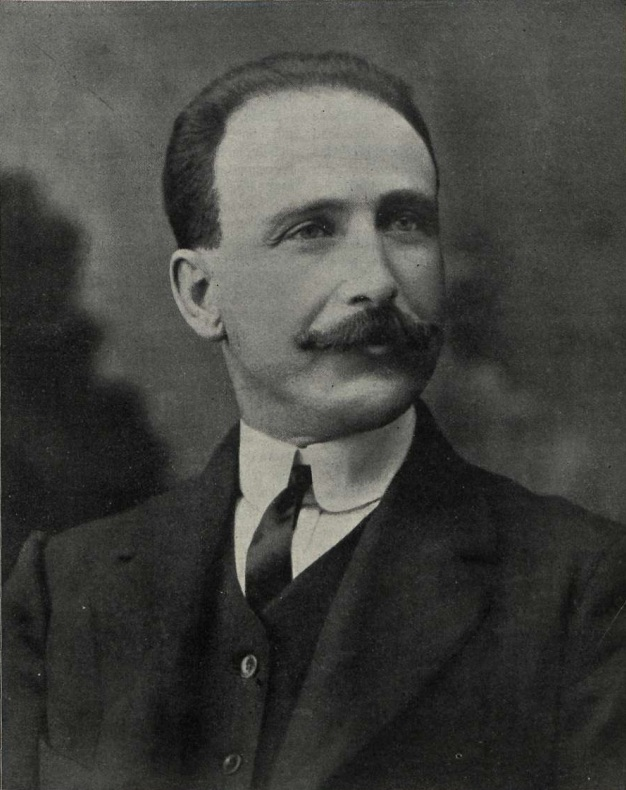
Fotografía de Largo Caballero publicada en 1911

Desde la fundación de la Sociedad de Estuquistas, que se denominó «La Solidaridad», Largo Caballero fue su presidente. Su primer cargo en la Unión General lo obtuvo en 1899, cuando fue nombrado vicetesorero, aunque siguió ejerciendo el oficio de estuquista. Ese mismo año alcanzó su primer cargo político en el Partido Socialista Obrero cuando a raíz de su V Congreso pasó a formar parte como vocal del Comité Nacional, presidido por Pablo Iglesias, aunque este puesto dejaría de desempeñarlo tras la celebración del VI Congreso en 1902 y no lo volvería a ocupar hasta 1915 en el X Congreso.
En 1904 pasó a formar parte como vocal obrero en representación de la UGT del recién creado Instituto de Reformas Sociales, organismo del que será miembro hasta su desaparición y al que dedicará mucho tiempo y esfuerzo pues la participación en él formaba parte de la «táctica intervencionista» que propugnaban Pablo Iglesias y Largo Caballero –que los socialistas debían estar presentes en todos los organismos oficiales relacionados con la «cuestión social» para desde allí luchar por la mejora de las condiciones de vida y trabajo de los obreros a través de la intervención del Estado–. Al año siguiente formó parte de la candidatura socialista para los comicios municipales de noviembre de 1905 en Madrid, saliendo elegido concejal por el distrito de Chamberí, junto con Pablo Iglesias y Rafael García Ormaechea, y poco después, el 27 de enero de 1907, era elegido presidente de la Agrupación Socialista Madrileña, cargo que ostentaría hasta 1919. Asimismo ocupó la presidencia de la Casa del Pueblo de Madrid, donde estuvo su despacho sindical durante años e impulsó las actividades societarias ligadas al sindicato, la Cooperativa Socialista de Consumo y, sobre todo, la Mutualidad Obrera Madrileña –que ofrecía servicios médico-farmacéuticos y funerarios– de la que fue presidente y gerente.
A finales de 1905, con 37 años de edad, dejó definitivamente su oficio de estuquista para poder dedicarse enteramente a la concejalía del Ayuntamiento de Madrid y por consejo de la Agrupación Socialista Madrileña, que le pagó a partir de entonces un «subsidio» de 50 pesetas semanales, primera vez que cobró algún dinero de las organizaciones socialistas a las que pertenecía. Así mismo, pudo dedicarse también plenamente a la actividad sindical, para que no le volviera a ocurrir lo que más de una vez le había pasado y que Largo Caballero gustaba de contar: que el gobernador civil de Madrid le sacó con urgencia de la obra donde trabajaba sin darle tiempo a cambiarse para que intermediara en una huelga de panaderos. Vivía entonces en un quinto piso de un edificio del barrio de Chamberí, junto con otras dos familias, con su esposa Isabel Álvarez Fernández, con quien probablemente se había casado hacia 1890 y con la que tuvo un hijo al año siguiente, Ricardo Largo Álvarez, pero de los que se sabe muy poco porque Largo Caballero nunca habló de ellos. En 1909 Largo Caballero contrajo un nuevo matrimonio con Concepción Calvo, con quien tuvo tres hijas y un hijo, nacidos entre 1912 y 1919. En 1914, cuando hacía cinco años que no era concejal, consiguió la licencia para construir una muy modesta casa unifamiliar en la Dehesa de la Villa, a donde se trasladó a vivir con su segunda familia.
Tras la elección como concejal en 1905 –lo que repetiría en cuatro ocasiones más, en una de las cuales también fue diputado provincial–, el siguiente salto cualitativo en su trayectoria de dirigente obrero se produjo en 1908 cuando en el IX Congreso de la UGT fue elegido vicepresidente, junto a Pablo Iglesias como presidente. Al año siguiente fue condenado a seis años y un día de prisión por un consejo de guerra por haber presidido un mitin en contra de la guerra de Marruecos –protestas que desencadenarían los sucesos de la Semana Trágica de Barcelona– y por haberse encontrado en su casa carteles «revolucionarios». Sin embargo el Consejo Superior de Guerra y Marina anuló la condena. En 1910 resultó elegido diputado por el distrito de Chamberí de Madrid, el líder de la UGT y del PSOE Pablo Iglesias gracias a la candidatura conjunta que había presentado con los republicanos, coalición a la que hasta entonces Iglesias se había opuesto.
En 1910 y 1911 se vivió un alto grado de conflictividad social en España que culminó con la declaración en septiembre de 1911 de una huelga general por UGT, cuyo Comité Nacional estuvo presidido por Largo Caballero por estar ausente Pablo Iglesias. La respuesta del gobierno de José Canalejas fue declarar el estado de guerra, clausurar la Casa del Pueblo y detener a varios dirigentes socialistas, entre ellos Largo Caballero –Pablo Iglesias no fue detenido porque le protegía la inmunidad parlamentaria–. Fue en aquellos momentos conflictivos cuando tuvo lugar la primera intervención pública de Largo Caballero –concretamente en un mitin celebrado en la Casa del Pueblo en defensa de la huelga de los mineros de Vizcaya y en contra de la represión que había ejercido contra ellos el gobierno de José Canalejas– al que siguieron otros, que tuvieron un amplio eco en la prensa socialista. Esta creciente actividad de UGT llevó al gobierno de Canalejas a plantearse su ilegalización, lo que, entre otras razones, provocó la dimisión de los diez vocales obreros del Instituto de Reformas Sociales, entre los que se encontraba Largo Caballero. Cuando a finales de 1912 el presidente Canalejas fue asesinado por un anarquista, se pretendió incriminar a Pablo Iglesias, y en su defensa escribió encendidos artículos Largo Caballero.

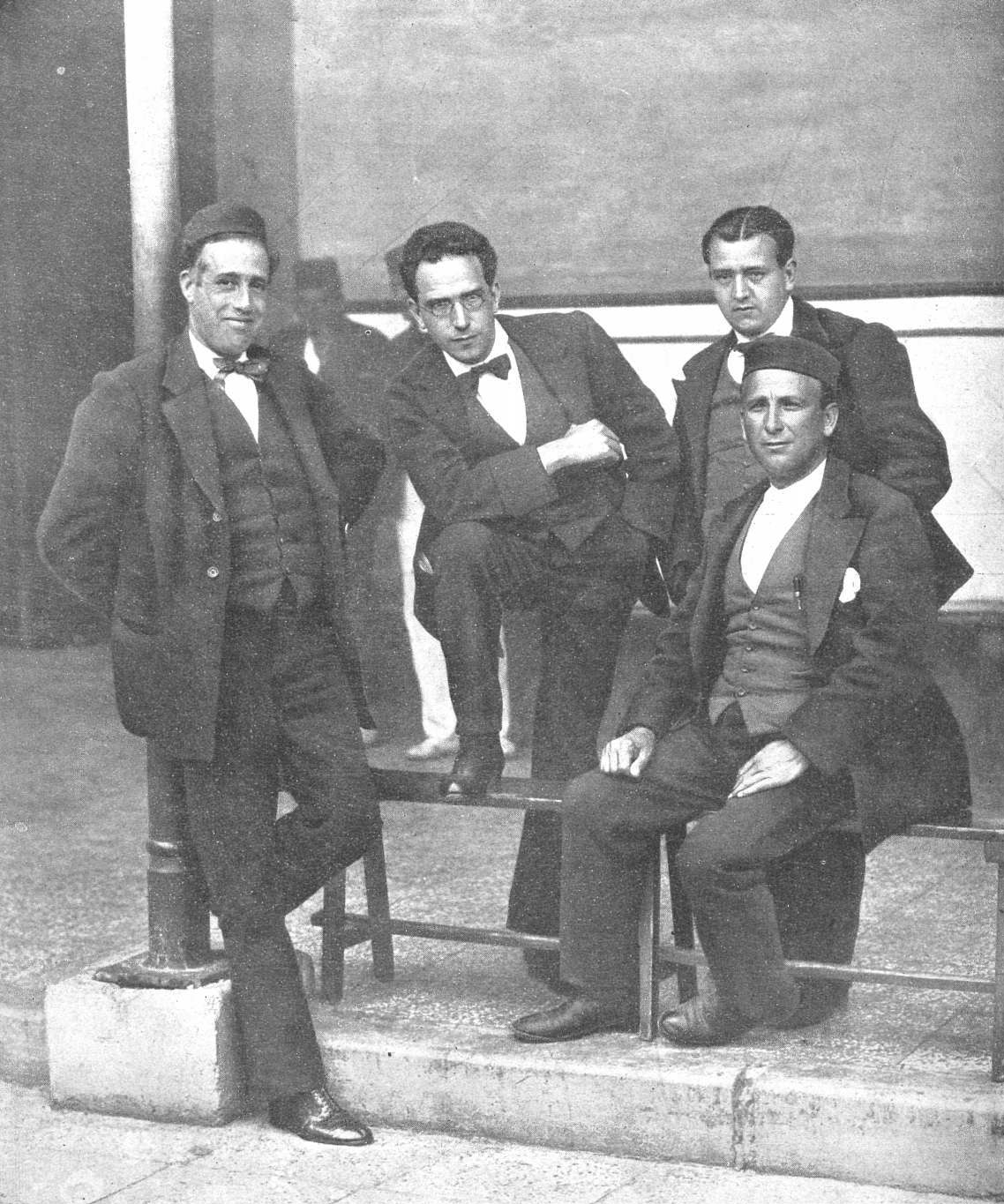
Julián Besteiro, Daniel Anguiano, Andrés Saborit y Largo Caballero en el penal de Cartagena, por Campúa (1918).

Hasta la Primera Guerra Mundial la UGT experimentó un crecimiento importante, pues pasó de 56 000 afiliados en 1904 a 128 000 en 1914, aunque en los cuatro años siguientes sufrió un ligero retroceso –al finalizar la guerra en 1918 los afiliados se habían reducido a 89 000–. Precisamente en los años de la Gran Guerra, en la que España se mantuvo neutral, se produjo la acción política y sindical más importante llevada a cabo hasta entonces por el socialismo español –«una de las páginas más gloriosas del proletariado español», según Largo Caballero–: la huelga general de 1917, enmarcada en la crisis de 1917, en la que Largo Caballero tuvo un importante protagonismo, que le llevaría al año siguiente a ocupar el cargo de secretario general de la Unión General.
El 14 de agosto de 1917, al día siguiente de iniciarse la huelga general, los cuatro miembros del Comité de Huelga –Largo Caballero y Daniel Anguiano por UGT y Julián Besteiro y Andrés Saborit por el PSOE– fueron detenidos. Fracasado el movimiento, fueron sometidos a un consejo de guerra acusados del delito de sedición, siendo encontrados culpables y condenados a cadena perpetua el 29 de septiembre de 1917 y conducidos al penal de Cartagena. Se desencadenó entonces una amplia campaña popular de solidaridad con los condenados que no obtuvo ningún resultado, hasta que el PSOE los incluyó en las listas de la Alianza de Izquierdas para las elecciones generales de febrero de 1918, resultando elegidos los cuatro junto a Pablo Iglesias e Indalecio Prieto. La elección como diputados obligó al gobierno a concederles la amnistía el 8 de mayo de 1918 tomando posesión de sus escaños diez días después.

### Secretario general de UGT y miembro de la Ejecutiva del PSOE (1918-1923): la escisión comunista
En el XIII Congreso de la UGT celebrado en octubre de 1918 Largo Caballero resultó elegido secretario general, mientas su anterior cargo de vicepresidente lo pasó a ocupar Julián Besteiro, manteniéndose en la presidencia un anciano y enfermo Pablo Iglesias, conocido cada vez más como «el Abuelo». Al mes siguiente se celebró el XI Congreso del PSOE en el que Caballero fue elegido para formar parte como vocal del nuevo órgano de dirección del partido que se denominó Comisión Ejecutiva –que también se había creado en UGT con el nombre de «Comisión Ejecutiva del Comité Nacional»–. Estos dos cargos los tuvo que compaginar con el de diputado a Cortes y con el de vocal obrero del Instituto de Reformas Sociales, que quedó integrado en el nuevo Ministerio de Trabajo creado en mayo de 1920. En ambas instituciones, y en mítines y en artículos de prensa, Largo Caballero defendió la táctica del «intervencionismo», es decir, la presión y la participación en todas las instituciones del Estado que tuvieran que ver con la «cuestión social» para que se aprobaran –y después se cumplieran– leyes sociales que mejoraran las condiciones laborales y de vida de las clases trabajadoras, sin que eso supusiera renunciar al objetivo último: el socialismo, lo que significaba la transformación completa de la sociedad. Esos principios definidos entonces constituirían la base de lo que durante la Segunda República Española se llamaría «caballerismo», y que algunos historiadores han definido como «reformismo revolucionario». En un discurso pronunciado en el parlamento el 3 de junio de 1918, cuando aún no había sido elegido secretario general de UGT, definió así el «intervencionismo»:

Nosotros, los representantes del partido socialista, los demagogos, los intransigentes, los perturbadores, como se nos ha llamado aquí y se nos está llamando constantemente, somos partidarios del intervencionismo: consideramos una necesidad que el Estado intervenga en estas cuestiones y deseamos que haya una legislación social que venga a mejorar la condición de la clase obrera.

Su tarea principal como secretario general de UGT, que en dos años duplicó el número de afiliados –pasando de cerca de 100 000 en 1918 a 200 000 en 1920, cifra que se mantendría el resto de la década–, fue intentar conseguir la unidad de acción con la CNT como paso previo para «fusionar a toda la clase trabajadora en una sola organización nacional», una propuesta que se había aprobado en el XIII Congreso de UGT de 1918. Todo ello en medio de una coyuntura de alta conflictividad social como fueron los años que siguieron al final de la Gran Guerra –en Madrid, protagonizada por UGT, y en Cataluña y en Andalucía, durante el llamado Trienio bolchevique, por la CNT–. Sin embargo, esta iniciativa no tuvo éxito a causa de las diferencias ideológicas –el «apoliticismo» anarquista frente al «intervencionismo» socialista– y estratégicas –entre otras, el pistolerismo cenetista en Cataluña, rechazado por los socialistas– que separaban a las dos organizaciones obreras, a pesar de que el 3 de septiembre de 1920 se firmó un pacto intersindical «para hacer frente a la actuación reaccionaria y represiva que en España vienen realizando los elementos políticos y patronales», pero este duró solo tres meses a causa de la negativa de UGT de secundar un paro del 50 por ciento de la producción en toda España como respuesta a la política represiva del gobierno y en especial la del general Martínez Anido en Barcelona que desde que en noviembre había sido nombrado gobernador civil de aquella provincia había desatado un terrible persecución de los anarconsindicalistas que había hecho entrar en una nueva fase al pistolerismo en Cataluña.
El otro tema fundamental que ocupó a Largo Caballero fue la ruptura interna del socialismo español como consecuencia del debate sobre la incorporación a la Tercera Internacional que acababan de crear en Moscú los bolcheviques de Lenin tras su triunfo en la Revolución de octubre de 1917. Largo Caballero fue de los dirigentes socialistas que más firmemente se opusieron a la integración del PSOE y de la UGT en la Internacional Comunista y que finalmente lograron imponerse a la minoría «tercerista» que acabó abandonando el PSOE para fundar en abril de 1921 el Partido Comunista Obrero Español (PCOE), con Manuel Núñez de Arenas como primer secretario general, y que sería uno de los dos grupos, junto con el Partido Comunista Español surgido de una escisión de Juventudes Socialistas, que fundaron el Partido Comunista de España (PCE) ese mismo año.

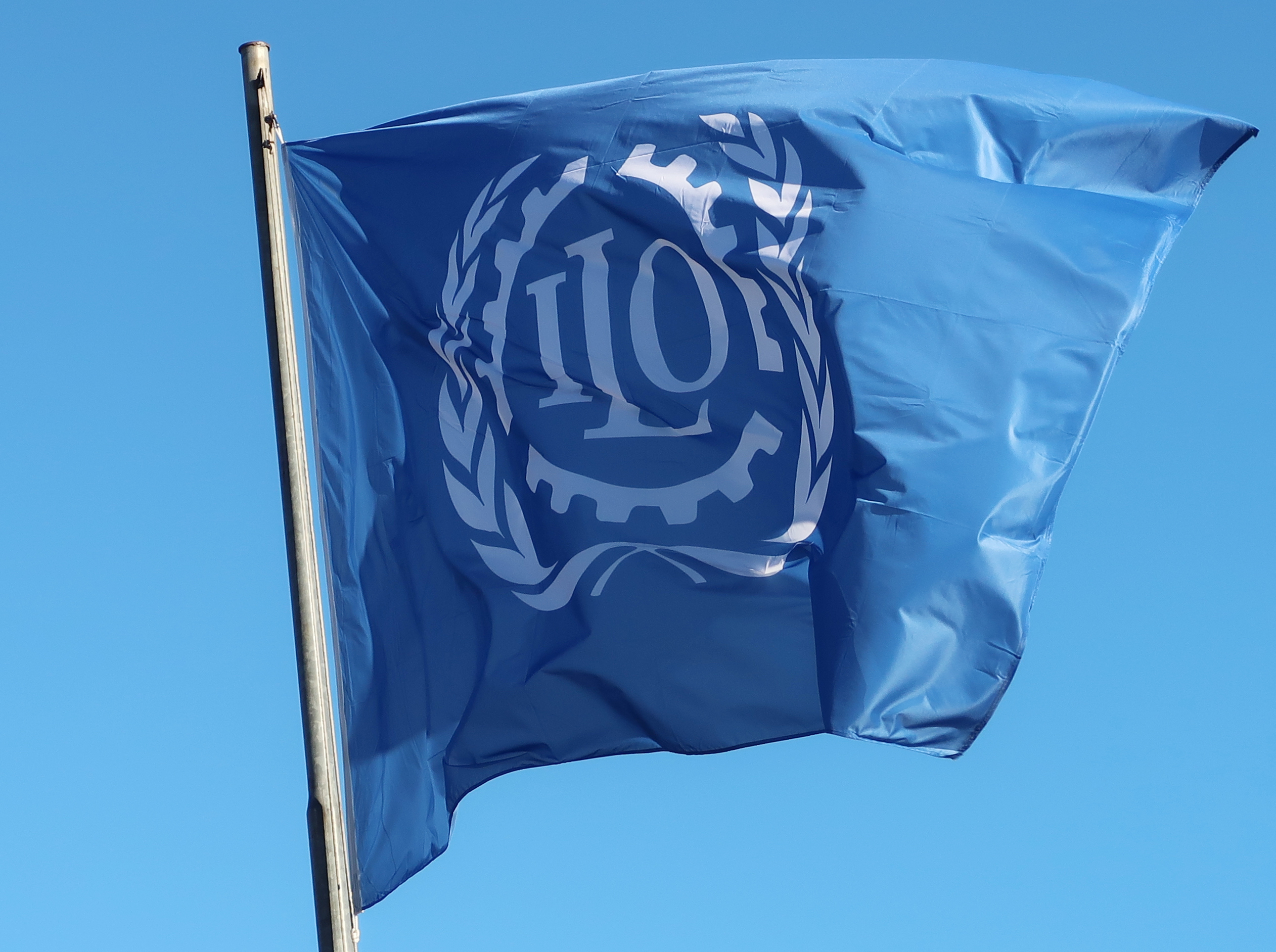
Bandera actual de la OIT.

Para reafirmar el carácter socialista de UGT –y del PSOE– Largo Caballero participó activamente en la creación de los organismos obreros internacionales herederos de la Segunda Internacional, singularmente de la Federación Sindical Internacional también conocida como la «Internacional de Ámsterdam». También participó en la conferencia de Washington del 29 de octubre al 29 de noviembre de 1919 que dio nacimiento a la Organización Internacional del Trabajo (OIT) y en la que fue elegido miembro de su Consejo de Administración, colaborando a partir de entonces muy estrechamente con su secretario general, el francés Albert Thomas. Los viajes que realizó a Berna, Ámsterdam y Washington en 1919 fueron la primera vez que salía de España, «desconociendo idiomas».

### Colaboración con la dictadura de Primo de Rivera y fractura del socialismo (1923-1930)
La «colaboración» con la dictadura fue objeto de un duro debate interno en el seno del PSOE y de la UGT, en el que Largo Caballero, fiel a su táctica del «intervencionismo», abogó por la participación en las instituciones de la dictadura que tuvieran que ver con la «cuestión social». Así, la Comisión Ejecutiva de UGT aprobó la concurrencia a las elecciones para miembros obreros de los Comités Mixtos o Paritarios que la dictadura había creado para regular las relaciones laborales y la participación del PSOE y la UGT en las elecciones locales que se iban a celebrar –aunque estas nunca tuvieron lugar– según la forma de representación corporativa instaurada por el nuevo Estatuto Municipal recién aprobado por el Directorio. En todas estas decisiones siempre se encontró con la oposición de Indalecio Prieto.

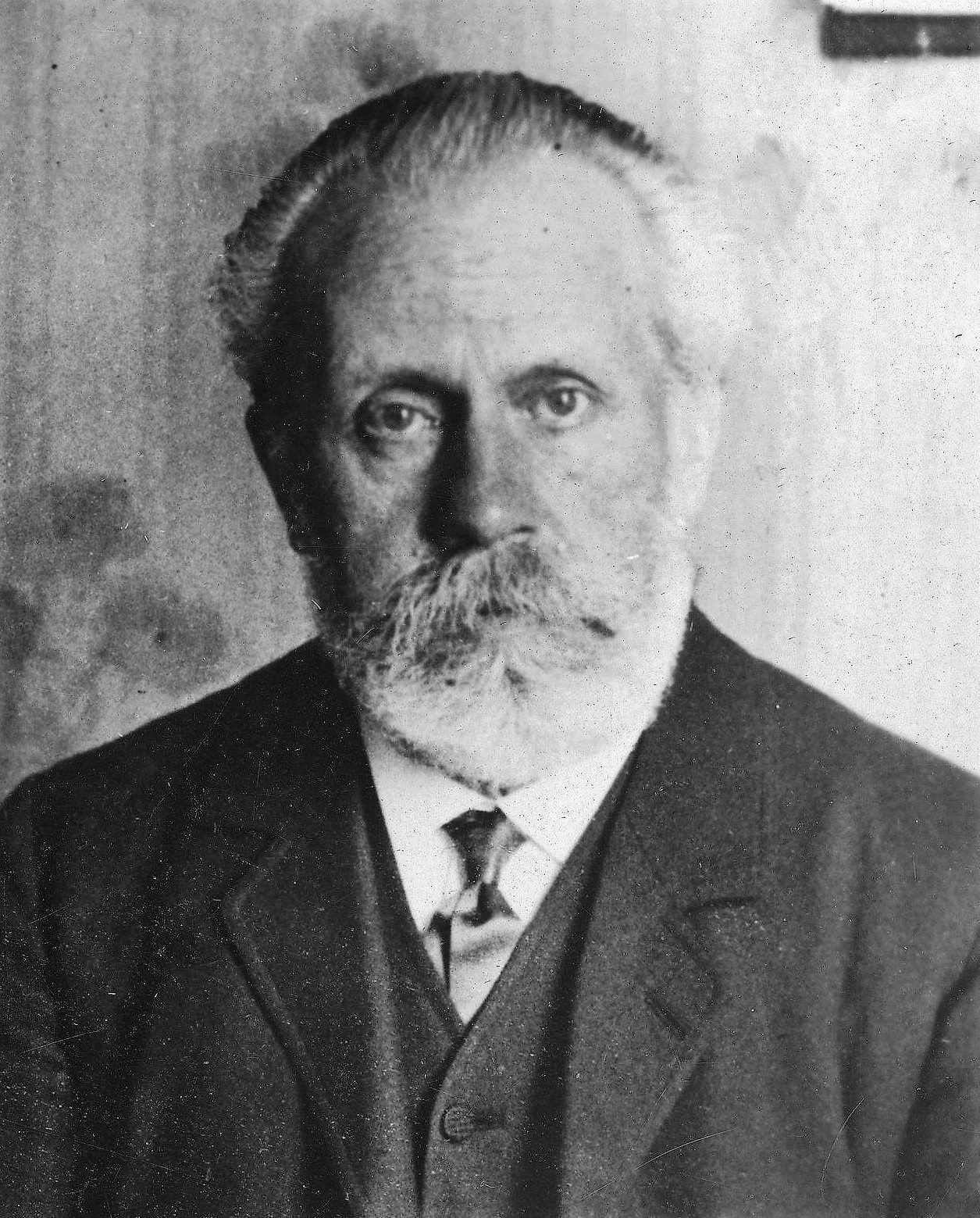
Pablo Iglesias unos años antes de su muerte en 1925

La ruptura de los socialistas se consumó cuando en octubre de 1924 Largo Caballero, secretario general de UGT y miembro de la Ejecutiva del PSOE, aceptó la propuesta de sus compañeros vocales obreros del Consejo Superior de Trabajo, Comercio e Industria –al que la dictadura había adscrito el Instituto de Reformas Sociales al que pertenecía Largo Caballero desde hacía muchos años– de ser su representante en el reformado y ampliado Consejo de Estado que tendría una representación de los patronos y de los trabajadores. La entrada de Largo Caballero en el Consejo de Estado desató una tormenta política en el seno del socialismo español. Fernando de los Ríos e Indalecio Prieto consideraron un «grave error» la decisión porque suponía «aumentar, con gravísimo daño para el prestigio del Partido Socialista, el equívoco de una colaboración...». Como tanto los Comités Nacionales de UGT como del PSOE apoyaron mayoritariamente la posición de Largo Caballero, Indalecio Prieto dimitió el 25 de octubre de 1924 de su puesto en la Comisión Ejecutiva del PSOE en señal de protesta. En el XII Congreso del PSOE celebrado en 1928 Largo Caballero explicó así su postura:

Me parece que sería un error que porque haya dictadura, como si no la hubiera, nosotros abandonásemos los sitios de lucha... porque cuando más aprieta el enemigo nosotros debemos defendernos más

En ese contexto de ruptura interna se produjo la muerte del fundador del partido y de la Unión General, de Pablo Iglesias, ocurrida el 9 de diciembre de 1925. Su puesto como presidente del PSOE y de la UGT, lo ocupó Julián Besteiro, que en aquel momento apoyaba la colaboración con la Dictadura.
En el verano de 1926 surgió un nuevo motivo de fractura interna cuando se conoció la iniciativa de la Dictadura de formar un «Parlamento Corporativo», que finalmente recibiría el nombre de Asamblea Nacional Consultiva –lo que supondría arrumbar definitivamente la Constitución de 1876–, propuesta que Largo Caballero defendió que se estudiara, contra la oposición enérgica de Indalecio Prieto que afirmó que «el hecho de ingresar en esa asamblea sustitutiva del Parlamento sería, lo repito sin eufemismos, un caso de traición». Besteiro defendió, por el contrario, acudir a ella «si por esa reforma se pueden ocupar dignamente puestos eficaces de lucha». Largo Caballero también apoyó acudir a la asamblea, pero condicionándolo a la forma como se eligieran sus miembros. Sin embargo, todos coincidían en que la decisión debía ser adoptada por un Congreso Extraordinario.

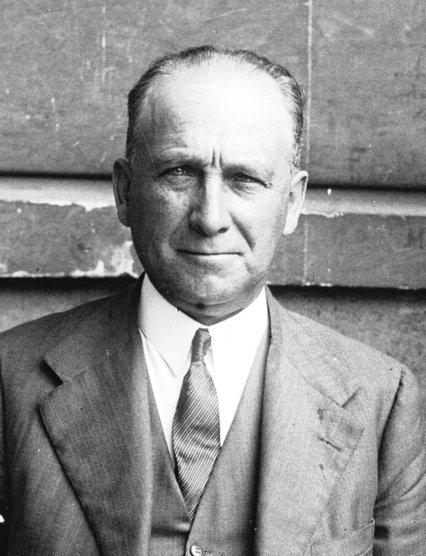
Largo Caballero en 1927

Cuando el 12 de septiembre de 1927 se publicó el decreto de convocatoria de la Asamblea Nacional Consultiva se conoció que la representación en esta no sería corporativa sino individual, reservándose así el gobierno el nombramiento de las personas que acudirían a ella –se impedía por tanto que la UGT, si decidía acudir, eligiera libremente a sus representantes–. Este hecho fue decisivo para que los socialistas, en sendos Congresos Extraordinarios de UGT y PSOE celebrados en octubre de 1927, decidieran no participar en la Asamblea y los militantes socialistas designados por el poder no asistieron a la misma. Fue «el principio del fin de la convivencia, que no connivencia, entre el movimiento socialista español y la Dictadura de Primo de Rivera».
La ruptura definitiva con la Dictadura se produjo en el verano de 1929 cuando se rechazó la nueva oferta de Primo de Rivera hecha a la UGT, no al PSOE, para que designara libremente a cinco representantes que acudieran a la Asamblea Nacional Consultiva, cuando iba a discutir el Proyecto de Constitución que se había presentado ante ella. Los socialistas después de criticarla duramente en un Manifiesto, pidieron entonces la convocatoria de Cortes Constituyentes, asumiendo así la reivindicación más importante de la oposición republicana. Largo Caballero consideró que la dictadura en 1929 se encontraba en una situación insostenible por lo que las ventajas del «intervencionismo» estaban agotadas. Según Julio Aróstegui, el cambio de postura de Largo Caballero «no se trataba en puridad de un viraje, sino de considerar suicida la posición de Besteiro».
Durante la Dictadura la mayoritaria Confederación Nacional del Trabajo fue duramente reprimida por el Gobierno, mientras que la colaboración a la UGT no le supuso un crecimiento de su afiliación. En 1922, un año antes del golpe de Primo de Rivera, contaba con 208 170 cotizantes y siete años después, en 1928, con 208 531. Lo mismo sucedió con el PSOE que en 1922 contaba con 10 500 militantes y en 1928 con 13 000.

### La Segunda República (1931-1936): ministro durante el primer bienio y líder de la Revolución de 1934

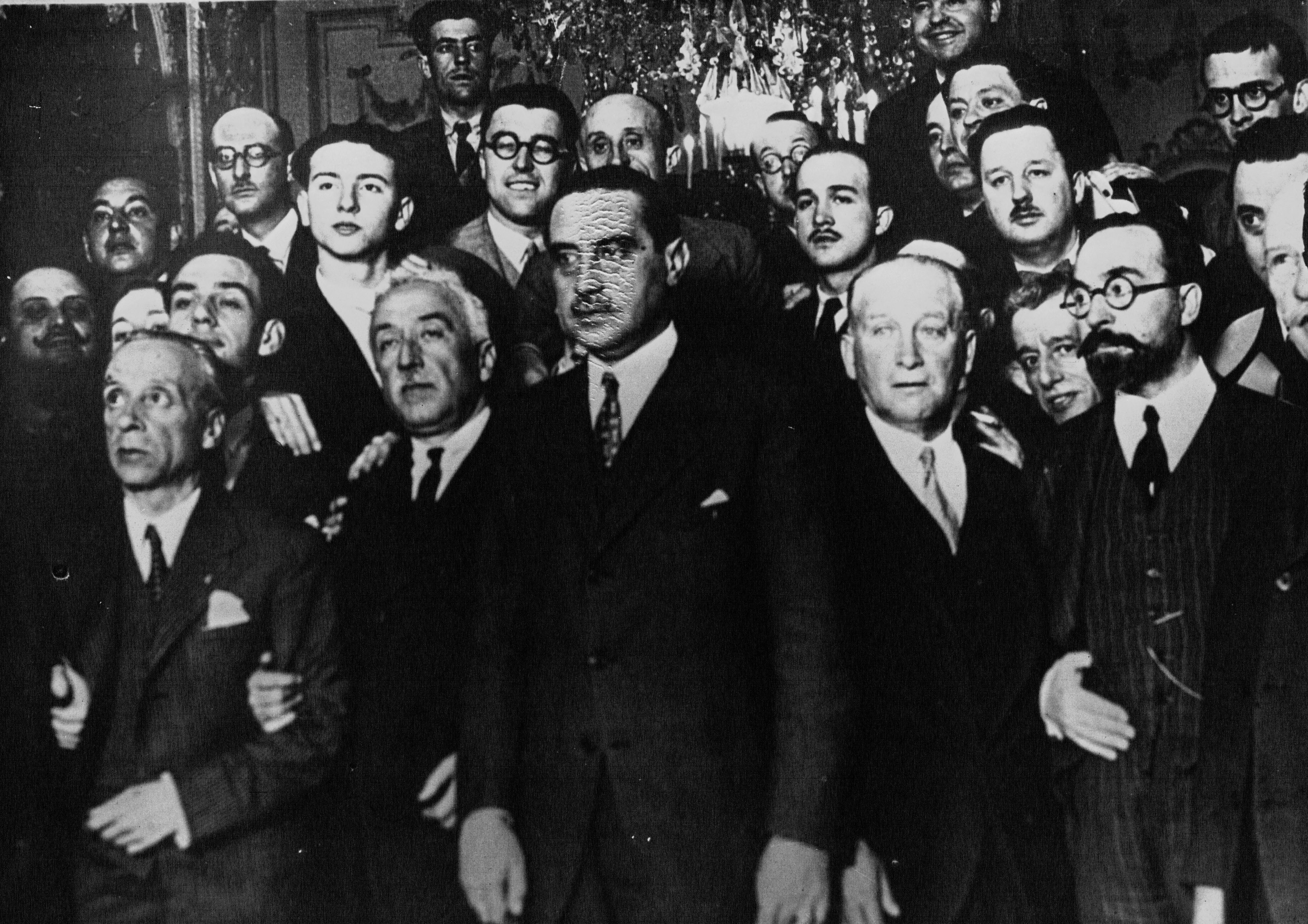
Largo Caballero en 1931, rodeado de miembros del gobierno provisional de la Segunda República.

Como miembro del «Comité revolucionario» republicano-socialista surgido del Pacto de San Sebastián, tras la proclamación de la Segunda República Española el 14 de abril de 1931 formó parte del Gobierno Provisional, ocupando el Ministerio de Trabajo, cargo que mantuvo en el gobierno del primer bienio presidido por Manuel Azaña, y desde donde puso en marcha importantes reformas sociales y laborales, como la Ley de Contratos de Trabajo, los decretos de laboreo forzoso y de términos municipales, la jornada de 40 horas semanales y la creación de jurados mixtos para resolver las controversias laborales.Largo se hizo con la presidencia del PSOE en el XIII Congreso del partido celebrado en octubre de 1932; hasta entonces, y desde la dimisión de Julián Besteiro en febrero de 1931, esta había sido desempeñada por Remigio Cabello.
A lo largo del verano de 1933 Largo radicalizó sus planteamientos en una línea revolucionaria —lo que hizo que se ganara efímeramente entre algunos el apodo de «el Lenin español». Según Largo, la experiencia republicana sirvió a la clase obrera para adquirir consciencia de que la República burguesa no era suficiente para su emancipación. Afirmó en 1933 que la violencia era algo inevitable, apelando a la «violencia máxima» del socialismo para desplazar a la violencia máxima que ejercería el capitalismo. Juan Francisco Fuentes atribuye a su consejero Luis Araquistain una «influencia decisiva» en su «giro bolchevique» de 1933. No es fácil determinar hasta qué punto Largo se tomaba en serio sus propias declaraciones: según Paul Preston el líder socialista no era sino un «loro» y su «leninismo» era puramente verbal. Tras la ruptura de la coalición republicano-socialista en septiembre de 1933, abogó por el abandono de la «vía parlamentaria» en favor de la «vía revolucionaria» para alcanzar el socialismo, posición que se acentúa tras la derrota de la izquierda en las elecciones parlamentarias de 1933. En el discurso que pronunció en la plaza de toros de Jaén el 5 de noviembre de 1933 durante un mitin electoral dijo lo siguiente:

Yo, que puedo decir que he recorrido toda la escala política, que he sido concejal, diputado provincial, diputado a Cortes y ministro, os digo que al dejar los cargos no he tenido que volver a la clase obrera, porque jamás salí de ella; me ha bastado con sustraerme a los halagos y las comodidades personales, sabiendo que mi puesto no podía estar más que en el campo obrero. Porque la redención de la Humanidad solo puede hacerla la clase obrera.

Otras declaraciones, muestran a finales de 1933, un discurso cada vez más radicalizado:

«Se dirá: ¡Ah esa es la dictadura del proletariado! Pero ¿es que vivimos en una democracia? Pues ¿qué hay hoy, más que una dictadura de burgueses? Se nos ataca porque vamos contra la propiedad. Efectivamente. Vamos a echar abajo el régimen de propiedad privada. No ocultamos que vamos a la revolución social. ¿Cómo? (Una voz en el público: ‘Como en Rusia´). No nos asusta eso. Vamos, repito, hacía la revolución social… mucho dudo que se pueda conseguir el triunfo dentro de la legalidad. Y en tal caso, camaradas habrá que obtenerlo por la violencia… nosotros respondemos: vamos legalmente hacia la revolución de la sociedad. Pero si no queréis, haremos la revolución violentamente (Gran ovación). Eso dirán los enemigos, es excitar a la guerra civil… Pongámonos en la realidad. Hay una guerra civil… No nos ceguemos camaradas. Lo que pasa es que esta guerra no ha tomado aún los caracteres cruentos que, por fortuna o desgracia, tendrá inexorablemente que tomar. El 19 vamos a las urnas… Mas no olvidéis que los hechos nos llevarán a actos en que hemos de necesitar más energía y más decisión que para ir a las urnas. ¿Excitación al motín? No, simplemente decirle a la clase obrera que debe preparase… Tenemos que luchar, como sea, hasta que en las torres y en los edificios oficiales ondee no la bandera tricolor de una República burguesa, sino la bandera roja de la Revolución Socialista». El Socialista, 9 de noviembre de 1933.

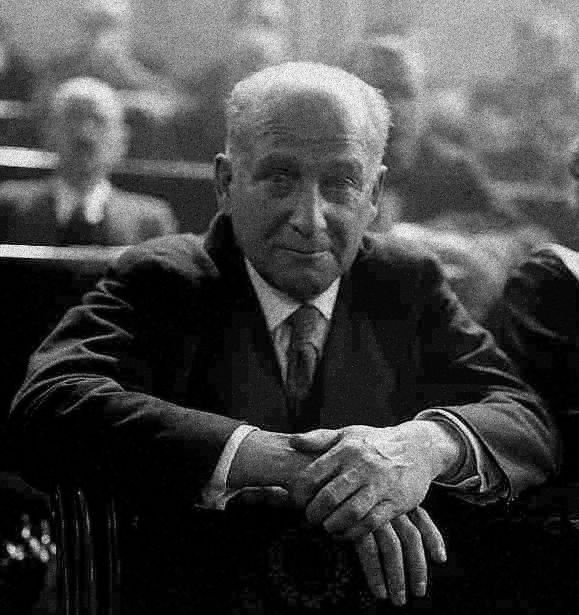
Instantánea de Largo Caballero en las Cortes.

Tras la entrada de tres ministros de la conservadora CEDA en el Gobierno de Alejandro Lerroux en octubre de 1934, cumple su amenaza de que desencadenaría la «revolución socialista» si los «reaccionarios» llegaban al poder y encabeza la malograda Revolución de 1934, que solo se consolida en Asturias donde la insurrección fue protagonizada por los mineros socialistas, anarquistas y comunistas. Los mineros disponían de armas y dinamita y la revolución estuvo bien organizada. Se proclama en varias localidades la República Socialista y se ataca a los puestos de la Guardia Civil, las iglesias, los ayuntamientos, etc., estando a los tres días casi toda Asturias en manos de los mineros, incluidas las fábricas de armas de Trubia y La Vega. A los diez días, unos 30 000 trabajadores forman el autodenominado Ejército Rojo. Hubo actos de pillaje y violaciones generalizados. Por lo que la represión fue muy dura donde los revolucionarios encontraron resistencia. Desde el gobierno consideran que la revuelta es una guerra civil en toda regla, aún desconociendo que los mineros empiezan a considerar en Mieres la posibilidad de una marcha sobre Madrid.
Como cabecilla de la Revolución de 1934 es detenido y encarcelado el 14 de octubre. Las Cortes a continuación conceden el suplicatorio para poder ser procesado dada su condición de diputado –lo que conlleva la inmunidad parlamentaria– y el 10 de noviembre es imputado por la jurisdicción militar por un presunto delito de rebelión en grado de dirigente máximo. Su defensa la asumió el catedrático de derecho y también socialista, Luis Jiménez de Asúa que en febrero de 1935 presentó un recurso para que fuera juzgado por la Sala Segunda del Tribunal Supremo y no por un tribunal militar dada su condición de diputado y de exministro. Denegado en principio el recurso finalmente fue aprobado. Hasta la celebración del juicio oral en noviembre de 1935 siguió preso en la Cárcel Modelo de Madrid junto con otros compañeros de la dirección de la UGT y el PSOE, por lo que las reuniones de las Ejecutivas de ambas organizaciones se realizaron allí. Solo consiguió un permiso de veinte días en octubre de 1935 con motivo de la grave enfermedad de su esposa, Concepción Calvo, que fallecería el 11 de octubre en el sanatorio de la Mutualidad Obrera Socialista, creada por el propio Largo Caballero. Al entierro asistieron muchos políticos, entre ellos Miguel Maura y Manuel Azaña.
El juicio oral comenzó el 25 de noviembre y la acusación la llevó el fiscal general de la República, Marcelino Valentín Gamazo, que calificó el presunto delito cometido por Largo Caballero, de acuerdo con la Fiscalía del Supremo, de rebelión militar y por el que pidió treinta años de reclusión mayor y penas accesorias. Por su parte Jiménez de Asúa pidió la absolución de su defendido. El proceso tuvo un amplio seguimiento en toda la prensa. El 30 de noviembre se conoció la sentencia que absolvió a Largo Caballero de todos los cargos por falta de pruebas y salió de la cárcel pocos días después.

#### El Frente Popular y la ruptura del PSOE
A mediados de noviembre de 1935 Manuel Azaña, que había recorrido el país defendiendo el restablecimiento de la conjunción republicano-socialista del primer bienio, hizo la oferta formal al PSOE de formar una coalición electoral. Mientras que el sector socialista encabezado por Indalecio Prieto ya hacía tiempo que estaba de acuerdo con la propuesta en cuya gestación Prieto había participado activamente, el sector encabezado por Francisco Largo Caballero se mostró reticente al principio pues seguía defendiendo la formación de un «frente obrero» en el que no tenían cabida las fuerzas «burguesas». Largo Caballero solo acabaría aceptando el pacto tras reforzarse la parte «obrera» de la coalición con la inclusión del Partido Comunista de España (PCE) en la misma. El argumento principal que esgrimió Largo Caballero para variar su posición y aceptar, con reservas, la coalición con los republicanos de izquierda fue la amnistía de los condenados por los sucesos de la Revolución de Octubre de 1934. En la reunión del Comité Nacional de la UGT del 11 de diciembre dijo: «aun suponiendo que estos señores [los republicanos] no aceptasen más que la amnistía, no habría más remedio que ir a la coalición».
Sin embargo, la decisión de participar en la coalición de izquierdas junto con los republicanos, no zanjó el debate entre los partidarios de Prieto y de Largo Caballero, pues continuaron discrepando sobre lo que los socialistas tendrían que hacer después de las elecciones si se ganaban: para los partidarios de Prieto la tarea fundamental era consolidar la democracia republicana recuperando las medidas sociales del primer bienio y abriendo la posibilidad de entrar en el gobierno junto con los republicanos; para los «caballeristas» sería reemprender el camino de la revolución (de ahí la insistencia de Largo Caballero en que el PCE entrara en la coalición y participara en la elaboración del programa). La ruptura se produjo a mediados de diciembre de 1935 cuando Largo Caballero quedó en minoría en una votación del Comité Nacional del PSOE (votó a favor de que las decisiones del grupo parlamentario socialista debían ser ratificadas por el propio Comité Nacional, a lo que Largo Caballero se oponía) y presentó su dimisión como presidente del partido. La dirección del PSOE pasó a estar controlada por Indalecio Prieto, que había vuelto clandestinamente a Madrid desde su exilio en Francia. Largo Caballero justificó su dimisión alegando que quería «continuar la línea de Octubre. La clase obrera no tiene otro camino. Solidaridad, sí, pero con los nuestros, con los obreros. La colaboración con los republicanos se quemó en las Constituyentes. No hay que mirar nunca hacia atrás».
Como todavía conservaba el control de la UGT, con muchos más afiliados que el PSOE, Largo Caballero impuso su criterio respecto a los comunistas y logró que se acordaran con ellos, a pesar de la oposición de Prieto, unas bases programáticas que acabaron incluyendo medidas que los republicanos no podrían aceptar como la nacionalización de la banca, la expropiación total de la tierra —excluidas las pequeñas propiedades cultivadas directamente por sus dueños— o el control obrero de la producción. El 21 de diciembre el PSOE y el PCE, junto con sus respectivos sindicatos y las Juventudes Socialistas, presentaron las base comunes acordadas a la discusión de los partidos republicanos de izquierda. Estos respondieron el 30 de diciembre presentando su propio programa de gobierno cuyo eje fundamental era la recuperación de las reformas del primer bienio —y que incluía algún punto difícilmente aceptable para socialistas y comunistas, como que se reprimiría «la excitación a la violencia revolucionaria por las vías de derecho que establecen las leyes vigentes»—. Al día siguiente, 31 de diciembre, se formaba el segundo gobierno de Manuel Portela Valladares con el encargo de presidir la convocatoria de nuevas elecciones previstas para febrero. Esto obligó a las dos partes, la obrera y la republicana, a acelerar las negociaciones para acordar el programa de la coalición. Azaña anunció que solo negociaría con los socialistas y estos tuvieron que renunciar a su pretensión de que junto a ellos hubiera representantes de otras organizaciones obreras como el PCE, el Partido Sindicalista o el POUM. La firma del pacto de la coalición electoral entre los republicanos de izquierda y los socialistas tuvo lugar el 15 de enero de 1936. El PSOE cuando estampó su firma lo hizo también en nombre del PCE y de otras organizaciones obreras (el Partido Sindicalista de Ángel Pestaña y el POUM).
Según Gabriele Ranzato, «todo el manifiesto [firmado el 15 de enero] era particularmente cauto, atento a no alarmar a los moderados y a evitar cualquier tono agresivo» —no se hablaba ni de la derecha, ni del Ejército, ni de la Iglesia— pero la mención a los puntos propuestos por los partidos obreros que los republicanos no aceptaban —«la nacionalización de la tierra», «el subsidio de paro», la «nacionalización de la banca», «el control obrero»— mostraba la fragilidad del pacto pues dejaba claro que aquellos no renunciaban a sus objetivos revolucionarios y que su apoyo al gobierno republicano tenía «fecha de caducidad», hasta que consideraran que había llegado el momento de lanzarse a por sus propias metas. El diario del PSOE El Socialista publicó poco antes de las elecciones: «Estamos decididos a hacer en España lo que se ha hecho en Rusia. El plan del socialismo español y del comunismo ruso es el mismo». Por su parte Largo Caballero había dicho poco antes de la firma del pacto del manifiesto de la coalición de izquierdas en un mitin en Madrid:

Nosotros, los trabajadores, entendemos que la República burguesa hay que transformarla en una República socialista, socializando los medios de producción... Entiéndase bien que al ir con los republicanos de izquierda no hipotecamos absolutamente nada de nuestra ideología y de nuestra acción.

En un mitin celebrado en Linares el 20 de enero de 1936 Largo Caballero dijo:

La clase obrera debe adueñarse del Poder político, convencida de que la democracia es incompatible con el socialismo, y como el que tiene el poder no ha de entregarlo voluntariamente, por eso hay que ir a la revolución.

En un mitin celebrado en Madrid tres días después, Largo Caballero lanzó la siguiente amenaza:

Para que no se repita otra vez la jornada del 14 de abril, en que el pueblo vibró con entusiasmo, pero no de justicia, es necesario que estos hombres [de la derecha], puesto que son ellos mismos los que plantean categóricamente el dilema, conozcan sobre su carne lo que es el impulso de la justicia popular y sus fallos inexorables.

En el mitin celebrado en Linares (Jaén) el 25 de enero Largo Caballero identificó el socialismo con el marxismo y rechazó la «democracia burguesa»:

Llamarse socialista no significa nada. Para ser socialista hay que serlo marxista; hay que ser revolucionario. [...] La conquista del poder no puede hacerse por la democracia burguesa... Nosotros, como socialistas marxistas, discípulos de Marx, tenemos que decir que la sociedad capitalista no se puede transformar por medio de la democracia capitalista ¡Eso es imposible!

El 30 de enero en Alicante afirmó que no aceptaría el resultado electoral si ganaban las derechas:

Si triunfan las derechas, no nos vamos a quedar quietecitos ni nos vamos a dar por vencidos... Si triunfan las derechas, no habrá remisión: tendremos que ir a la Guerra Civil.

En marzo de 1936 una ventana de su domicilio es ametrallada por terroristas falangistas. El propio Largo Caballero resultó ileso pero una bala pasó rozando la cabeza de una de sus hijas. La Ejecutiva del PSOE protestó ante el gobierno por la reiteración de atentados perpetrados contra sus dirigentes (unos días antes habían intentado asesinar al diputado Luis Jiménez de Asúa).
La distancia que cada vez más separaba a los dos sectores del socialismo español (caballeristas y prietistas) se puso en evidencia en el mitin («de fuerte contenido simbólico por el despliegue de banderas rojas con estrellas soviéticas, los abundantes uniformes que se avistaron y los cánticos enfervorizados de La Internacional y otros himnos revolucionarios») que celebraron el domingo 5 de abril en la plaza de toros de Las Ventas de Madrid las juventudes socialistas y comunistas para celebrar su unificación (las recién nacidas Juventudes Socialistas Unificadas) y en el que el orador principal fue Largo Caballero. Este reiteró la posición que venía manteniendo en los últimos tres años: que «la clase trabajadora» debía marchar de una vez «hacia la dictadura del proletariado, que es la verdadera democracia». «Después del 16 de febrero la clase trabajadora no puede aceptar que vuelva la reacción; no lo tolerará el proletariado. Las derechas, en España, deben haberse terminado, en lo que a gobernar se refiere. No piense nadie, pues, en darles el Poder», añadió.
El duro discurso del 7 de junio de 1936, en el Cine Europa de Madrid, pudo leerse completo en la Hoja Oficial del Lunes del día siguiente. Allí ensalzó la figura de Pablo Iglesias y denunció las incoherencias de Prieto y las maniobras poco edificantes de Fernando de los Ríos. La fractura del partido es ya vox populi.

### La Guerra Civil (1936-1939): presidente del gobierno de la República

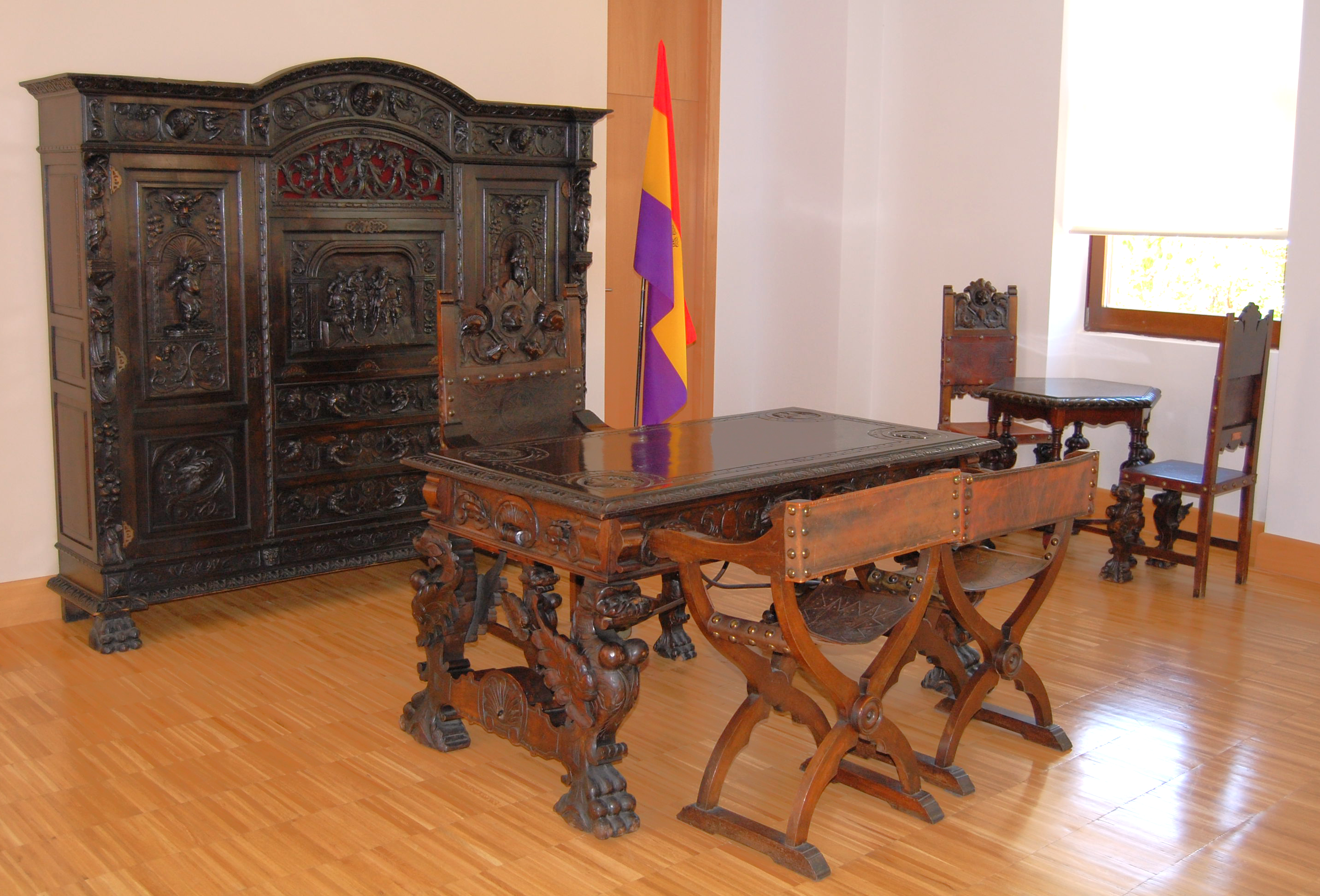
Despacho de Francisco Largo Caballero, conservado en los Archivos del Movimiento Obrero en Alcalá de Henares.

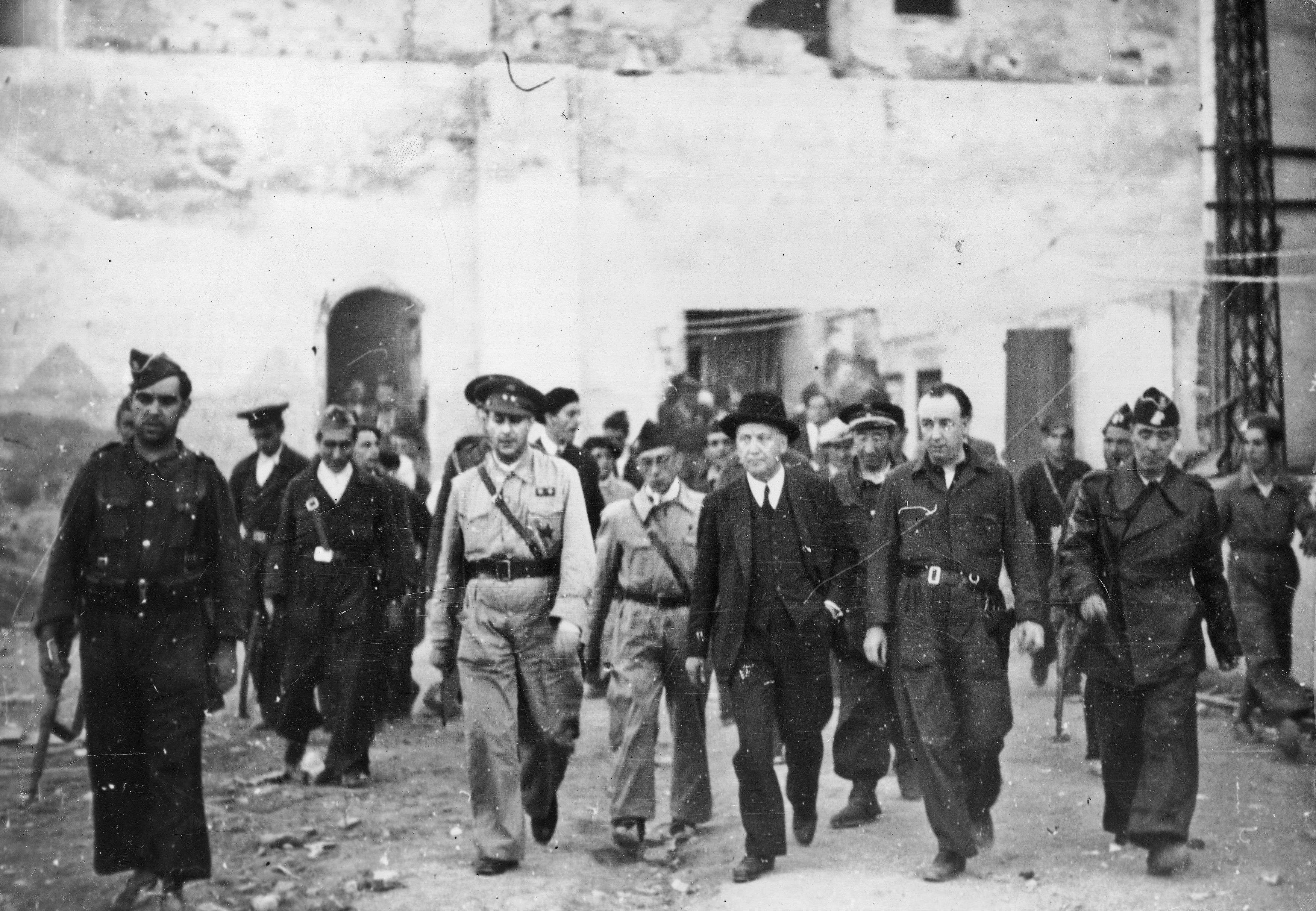
Francisco Largo Caballero visita el asedio del Alcázar, acompañado de oficiales y milicianos.

Al estallar la guerra civil española el 18 de julio de 1936, Largo asume el protagonismo entre los líderes del PSOE y lucha por mantener la cohesión dentro del movimiento socialista. Convencido de que la unidad de criterios dentro de los partidos de izquierda era fundamental para detener a los sublevados franquistas, Largo Caballero trata de evitar disensiones dentro del bando republicano y busca la colaboración mutua del PSOE con el PCE y el POUM, tratando en vano que ambos grupos eliminaran sus diferencias.
Tras el derrumbe del gobierno Giral, el 4 de septiembre de 1936, ya en plena Guerra Civil, Largo fue designado jefe del gobierno, siendo el primer obrero que desempeñó esta magistratura en España. Se reservó, además el esencial Ministerio de la Guerra, reconstruyendo en parte el Estado integrando las milicias obreras socialistas, comunistas y anarquistas en las brigadas mixtas.
En su libro Las últimas horas de José Antonio, el escritor católico José María Zavala señala que en el proceso y ejecución sumarísima del líder de la Falange, José Antonio Primo de Rivera, el presidente del Consejo de Ministros, Largo Caballero, habría ejercido presión para que fuera ejecutado, incluso por «influencia soviética», decisión que fue acompañada por los ministros anarquistas, como Juan García Oliver, ministro de justicia. En cambio Indalecio Prieto, se opuso, y el ministro de Justicia, el murciano Mariano Ruiz-Funes, brillante penalista y reconocido criminalista, dimitió de su cargo un mes antes de la ejecución, el 20 de noviembre de 1936.
Sin embargo la versión anterior de lo sucedido no se ajusta a lo que contaron sus protagonistas en su momento. Según relataron Indalecio Prieto y el propio Largo Caballero en sus memorias Mis recuerdos (pág. 196), ambos se enteraron del fusilamiento de José Antonio Primo de Rivera después de que hubiera ocurrido mediante un telegrama que llegó al Consejo de Ministros, sin que este hubiera dado el consentimiento para la ejecución como era obligado. Tanto a Largo Caballero como a Prieto y a otros ministros la noticia les produjo un profundo disgusto hasta el punto que Largo Caballero se negó a firmar el enterado para no legalizar la muerte del líder de Falange, «un hecho ya consumado, que le repugnaba».
Largo Caballero trató de eliminar el voluntarismo y discrecionalidad de las milicias apenas asumió el mando gubernamental, y contó para ello como instrumento, al principio, con el apoyo de la Unión Soviética (URSS) y del PCE estalinista. Incluso con Stalin se cruza una carta en la que el dictador soviético le aconseja que «cuide mucho la fachada burguesa de la República parlamentaria», en especial la facción del presidente Manuel Azaña, pero Largo Caballero le responde que el Parlamento goza de un «predicamento escaso entre nosotros».[cita requerida] Su gran preocupación, aparte del curso de la contienda, es intentar mantener la disciplina en el recién organizado ejército y sostener la autoridad del gobierno central dentro de la zona republicana a cualquier precio, juzgando que sin unas tropas disciplinadas y militarizadas sería imposible para la República derrotar al bando sublevado.

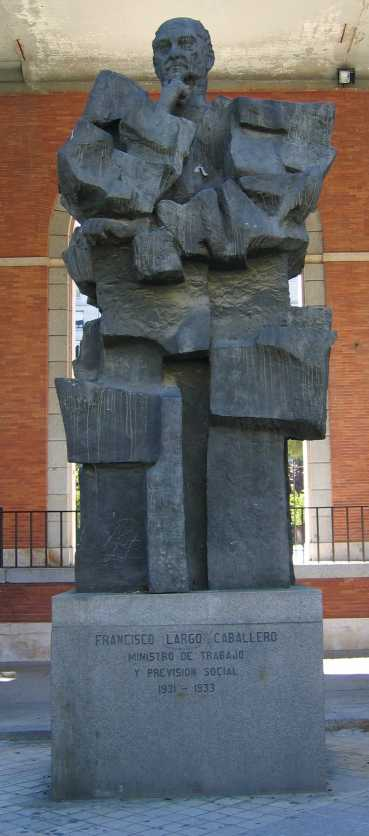
Monumento a Largo Caballero en los Nuevos Ministerios de Madrid, obra del escultor Pepe Noja. «Noja tuvo una sensible, luminosa, percepción de esa fuerza interna primigenia, que parece surgir de una roca, esculpida en ella a golpe de cincel cuya punta se hubiese afilado en la piedra abrasiva de múltiples y traumáticas experiencias. De la roca hace surgir Noja una poderosa cabeza a la que sigue una mano; ambas confluyen, pero no se separan de los duros tajos en los que enraízan. La roca, el bronce en este caso, se humaniza luego, sin perder del todo la rudeza de su originaria geología. Largo Caballero fue la roca de la inflexibilidad y la constancia, justamente humanizada a golpe de fracasos y escasamente confortada con ciertas victorias. Y es que, al final, la piedra fue cuarteada, pero nadie pudo realmente destruirla; siguió erguida en una visible soledad en medio del estruendo» (Julio Aróstegui).

No obstante, Largo Caballero empieza a mostrar descontento por los esfuerzos del PCE de imponer militantes comunistas en puestos claves de la administración, y rechaza presiones de los asesores militares soviéticos para que se aceptaran las demandas del PCE, lo cual hace que el gobierno de la URSS empiece a desaprobar la autoridad de Largo. Asimismo, surge el descontento en la zona republicana por la caída de Málaga en poder de los franquistas (febrero de 1937), y los éxitos de la ofensiva de los nacionales en Vizcaya (abril de 1937), fracasos explotados por los adversarios de Largo: el PCE y el ala del PSOE leal a su rival Indalecio Prieto.[cita requerida]
Las jornadas de mayo de 1937, desencadenadas en Barcelona al intentar tomar la policía el edificio de la Telefónica, bajo control de la CNT, producen un enfrentamiento entre el PSUC, por una parte, y la CNT y el POUM, por otra.  Largo Caballero se niega a firmar la ilegalización del POUM frente a presiones soviéticas. Las derrotas bélicas y el rechazo de Largo de perseguir al POUM, son utilizados por los socialistas leales a Indalecio Prieto, los comunistas del PCE, y los republicanos de izquierdas con el pleno consentimiento de Manuel Azaña como pretexto para provocar una crisis gubernamental y forzar la dimisión de Largo, siendo sustituido al frente del gobierno por el doctor Juan Negrín, también socialista. El resto de la guerra Largo Caballero protestó por el aumento de la influencia comunista en el gobierno republicano, pero se ve impotente para impedirlo al quedar relegado de toda autoridad, inclusive dentro del PSOE, por lo que se negó a asistir a las sesiones de Cortes que se celebraron a su caída, durante el gobierno de su compañero Juan Negrín.

### El exilio (1939-1946)

#### De París al campo nazi de Sachsenhausen (1939-1945)
Pocos días antes de la entrada de las tropas franquistas en Barcelona, Largo Caballero –acompañado de su familia– abandonó el piso de la Avenida Diagonal donde había vivido desde finales de 1938 para dirigirse a la frontera francesa, que cruza el 29 de enero de 1939 junto con su colaborador y amigo, el también socialista Luis Araquistain. Poco después se instalaba junto con sus tres hijas y su concuñada «la señora María» –sus dos hijos varones estaban presos en la zona sublevada– en un pequeño apartamento de la calle Passy de París. Allí logró subsistir gracias a la ayuda de la Federación Sindical Internacional, de algunos amigos de países europeos y americanos, y de amigos españoles también exiliados, especialmente Rodolfo Llopis.
Durante los quince meses que residió en París se abstuvo de hacer política activa entre los socialistas exiliados por lo que no intervino en la feroz disputa que enfrentó a los «negrinistas» encabezados por el propio Negrín y Ramón Lamoneda y a los «antinegrinistas» encabezados por Indalecio Prieto, ya que estaba enfrentado a ambos líderes por igual. Una actitud que no fue comprendida por sus seguidores «caballeristas» que se alinearon con Prieto. También desoyó las recomendaciones que le hicieron estos para que se marchara a América –su hija Concha ya vivía en México– o al menos que abandonara París para trasladarse a Albi, un lugar más seguro, donde vivía Rodolfo Llopis con su familia, sobre todo cuando en septiembre de 1939, un mes antes de cumplir los setenta años, empezó la Segunda Guerra Mundial. Largo Caballero más adelante afirmó que la decisión de permanecer en Francia la tomó porque «nada justificaría el que dejase en España dos hijos en poder del enemigo».

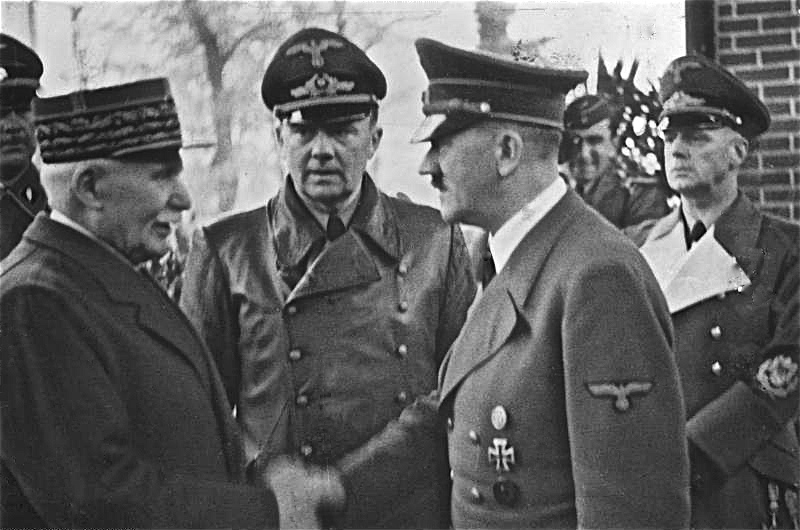
Pétain encontrándose con Adolf Hitler en octubre de 1940.

Tras producirse la invasión de Francia por la Alemania nazi en mayo de 1940 Largo Caballero, temiendo con razón que sería detenido por la Gestapo y probablemente entregado al general Franco, salió de París el 11 de junio, solo dos días antes de que las tropas alemanas entraran en la capital francesa. Cinco días después, Largo acompañado de sus dos hijas Carmen e Isabel y su concuñada María llegaban a Albi, donde residía Rodolfo Llopis, pero poco después se produjo la capitulación de Francia y la formación del régimen colaboracionista de Vichy presidido por el mariscal Petain que abolió la Tercera República Francesa, por lo que Largo Caballero y su familia fueron detenidos por la policía y confinados en una residencia vigilada en una pequeña casa de campo a unos treinta kilómetros de Albi, para un mes después trasladarse a un piso de una casa desvencijada del pueblo de Trébas, diez kilómetros más cerca de Albi. En enero de 1941 se efectuó un nuevo traslado, esta vez acompañado únicamente de su hija menor Carmen –a su otra hija Isabel y a su concuñada no se les permitió acompañarle y se fueron a vivir a Albi con la familia de Rodolfo Llopis, que había sido confinado en Chambon-le-Château–, al pueblo de Crocq en el frío departamento de La Creuse.
Durante los sucesivos confinamientos el gobierno mexicano, a instancias del exilio republicano y de Concha Largo –la hija mayor de Caballero que ya vivía en México–, desplegó una intensa actividad diplomática a través de su embajador en Francia para conseguir del gobierno de Vichy un visado que permitiera a Largo Caballero y a su familia abandonar el país para residir en México, pero sus gestiones no tuvieron éxito. Al mismo tiempo el gobierno del general Franco presentó en mayo de 1941 una demanda de extradición contra Largo Caballero ante el régimen de Vichy, por lo que este fue trasladado el 29 de octubre a la cárcel de Aubusson primero y a la de Limoges después, donde se iba a celebrar el proceso. La petición de extradición iba firmada por el fiscal del Tribunal Supremo Blas Pérez González, que sería nombrado por Franco ministro de la Gobernación, y en ella se acusaba a Largo Caballero de presuntos delitos tales como «la constante propaganda de todos los excesos delictivos», «inducción directa y eficaz a la comisión de innumerables asesinatos», consentimiento –«pudiéndolo evitar»– del «funcionamiento de las llamadas 'checas'», aliento a «la comisión de robos y saqueos de cuyo producto, en cantidades crecidas, participó en Francia...». Según el historiador Julio Aróstegui, autor de Franco: la represión como sistema, «era la manera típica de proceder de los sicarios del régimen de Franco, capaces de alegar un repugnante conjunto de acusaciones indemostradas e indemostrables que pretendían hacer del dirigente un mero delincuente común».
Gracias a la ayuda económica de la embajada mexicana y del exilio republicano en México encabezado por Indalecio Prieto, de la defensa de Caballero en el juicio de extradición que se celebró en noviembre de 1941 se ocupó un prestigioso abogado francés, Vincent de Moro-Giafferri. En el mismo proceso también se juzgó la causa de extradición presentada por el gobierno franquista contra la dirigente y exministra anarquista Federica Montseny. En ambos casos el tribunal de Limoges denegó la extradición. Largo Caballero no volvió a Crocq sino que fue confinado ahora en un hotel balneario habilitado como prisión en Vals-les-Bains, departamento de Ardèche, al aplicársele un decreto relativo a «los individuos peligrosos para la Defensa Nacional y la Seguridad del Estado», y de allí pasó en febrero de 1942 a un hotel habilitado como centro de confinamiento en Nyons, departamento de Drôme, donde se pudo reunir con su hija Carmen y su concuñada María –su segunda hija Isabel se marchó a México–.

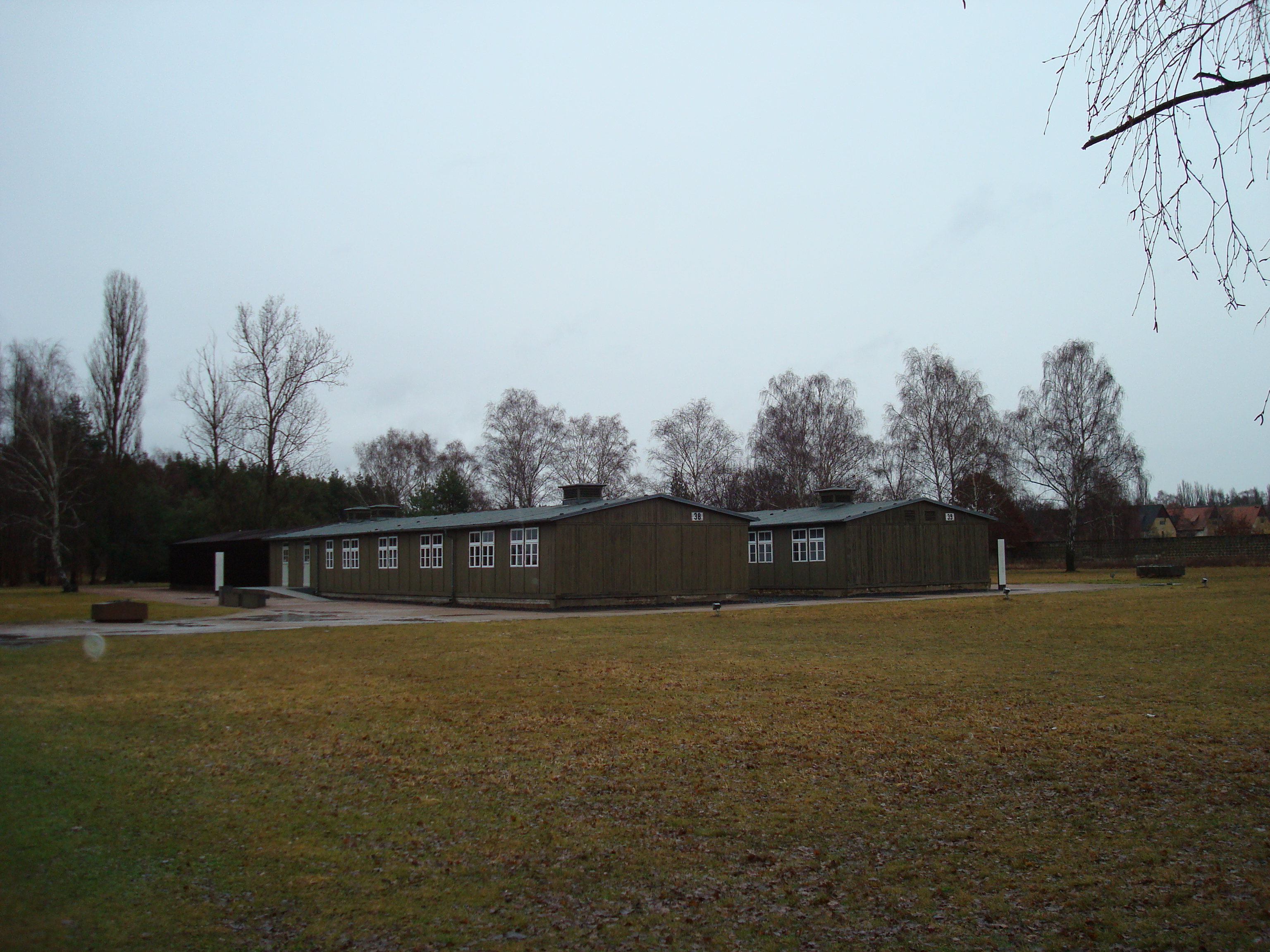
Barracones del campo de concentración nazi de Sachsenhausen.

Estuvo confinado en Nyons un año hasta que el 20 de febrero de 1943, tres meses después de que los nazis ocuparan también la Francia de Vichy, fue detenido por la Gestapo. Largo Caballero, de setenta y dos años, se resistió al arresto gritando «Tuez moi!, Tuez moi tout de suite, ce sera plus vite fait!» ('¡Matadme! Matadme ya, ¡será más rápido!'). Fue conducido primero al cuartel general de la Gestapo en Lyon, donde fue interrogado casi con toda seguridad por Klaus Barbie, y luego al cuartel general de la Gestapo en París donde fue sometido a nuevos interrogatorios durante los cinco meses que estuvo allí. En julio de 1943 fue enviado a Berlín, donde también fue interrogado por la Gestapo, y el 31 de julio fue enviado al campo de concentración nazi de Sachsenhausen, en la provincia de Oranienburg, al norte de Berlín. «Dada la edad del prisionero, se le tuvo confinado en la enfermería del campo; esto le ahorró algunos sufrimientos adicionales, pero no mejoró su alimentación ni le libró de presenciar los horrores habituales, según él mismo relataría después».

#### Desde su liberación hasta su muerte (1945-1946)
Permaneció en el campo de Sachsenhausen casi dos años, hasta que el 24 de abril de 1945, una semana antes de que acabara la Segunda Guerra Mundial, una unidad polaca del Ejército Rojo liberó el campo. Largo Caballero fue alojado en Berlín donde estuvo casi cuatro meses durante los cuales «los soviéticos volcaron sobre él tal cúmulo de atenciones que el hecho no dejaría de producirle una cierta sorpresa» –incluso fue invitado a visitar Moscú, oferta que declinó–, al mismo tiempo que se celebraba muy cerca de la capital alemana la Conferencia de Potsdam donde los vencedores en la guerra también trataron la política a seguir con el régimen de Franco. Finalmente el 15 de septiembre de 1945 se puso a su disposición un avión que le llevó a París, donde quedó alojado provisionalmente en la residencia de su viejo amigo y correligionario José Calviño Ozores.

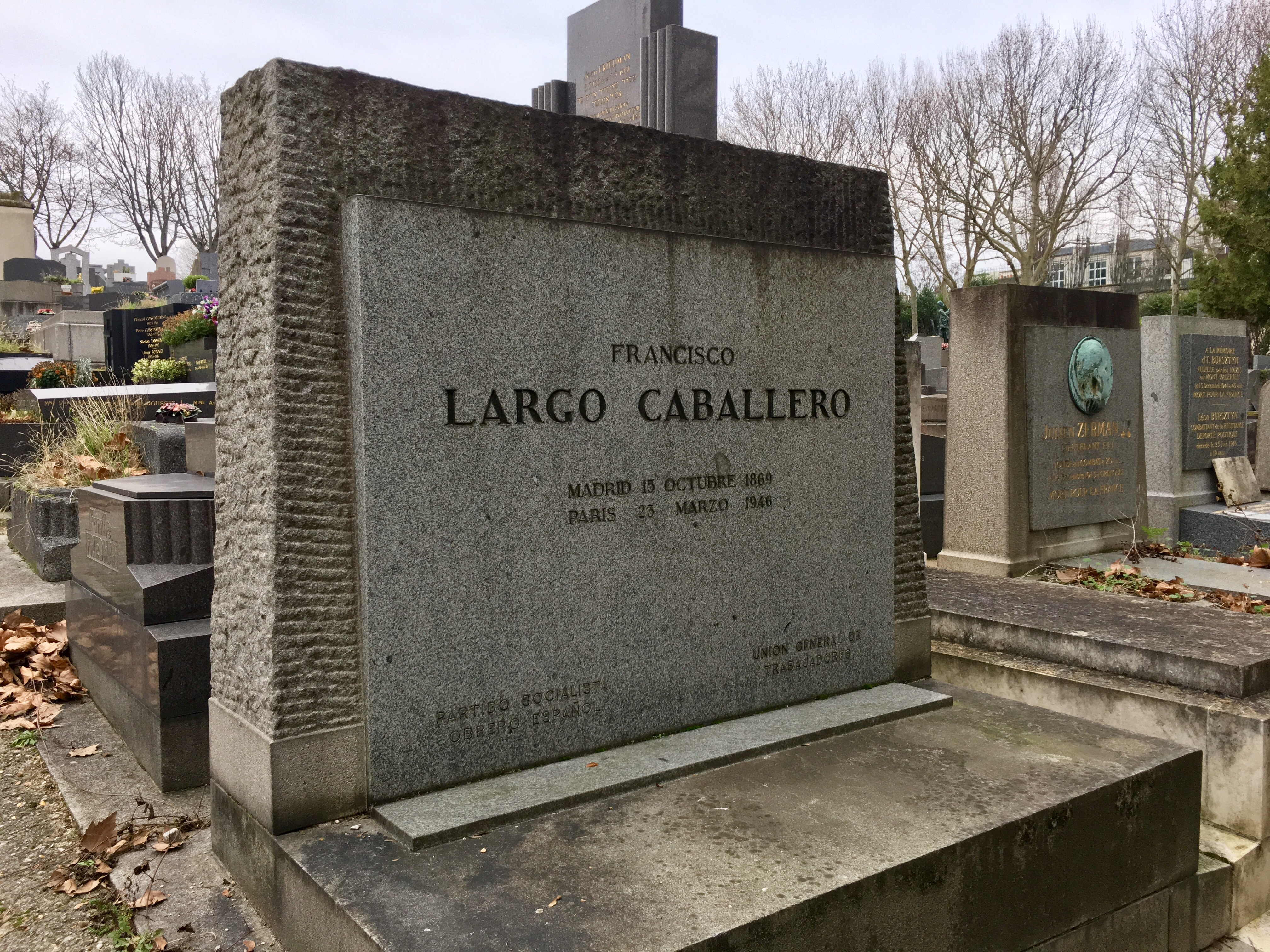
Cenotafio de Francisco Largo Caballero en el cementerio Père Lachaise de París

A diferencia del silencio que mantuvo durante los primeros meses de exilio, tras su vuelta a París después de su internamiento en el campo de Sachsenhausen participó activamente en el debate que se vivía en aquellos momentos en el exilio republicano sobre la estrategia que había que seguir para poner fin al régimen franquista, una vez que sus dos aliados, la Italia fascista y la Alemania nazi, habían sido derrotados. Sin que lo hubieran discutido previamente, Largo Caballero coincidió con la propuesta de Indalecio Prieto de que restaurar la República era imposible y de que el objetivo debía ser crear las condiciones para que el pueblo español pudiera expresarse libremente en un plebiscito. Sin embargo, esta iniciativa solo pudo intentar llevarla a la práctica Indalecio Prieto, porque a finales de enero de 1946 Largo Caballero enfermó gravemente de la dolencia renal que padecía. El 4 de febrero sufrió un cólico nefrítico del que ya no se repondría. El 9 ingresó en una clínica donde se le extirpó el riñón derecho y cinco días después se le amputó la pierna izquierda porque estaba gangrenada. Siguió ingresado en la misma clínica donde aguantó mes y medio más. Falleció el sábado 23 de marzo de 1946. Al lado de su cama estaba su hija pequeña Carmen, de veinte años de edad, que siempre le había acompañado durante todo su exilio, y Enrique de Francisco, presidente del PSOE llegado expresamente desde México. Poco después llegó Rodolfo Llopis.

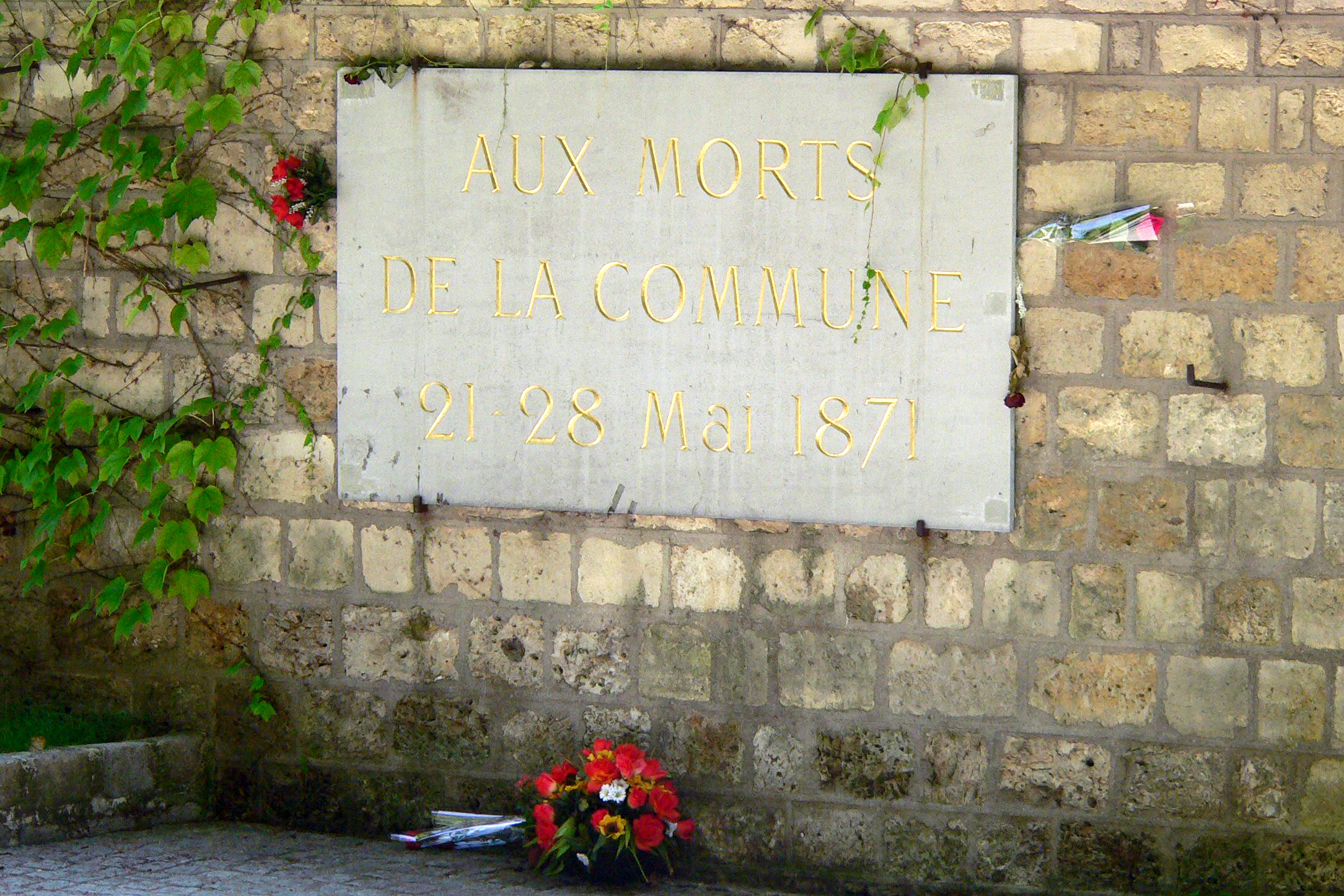
Placa de homenaje a los muertos de la Comuna de París, en el Muro de los Federados del cementerio Père Lachaise de París, a cuyo pie fue sepultado inicialmente Largo Caballero.

El cadáver fue trasladado a la sede de la SFIO en París donde estuvo expuesto durante tres días. «El 27 de marzo fue enterrado, en medio de una gran manifestación de asistentes al sepelio [más de 20 000 personas], representación de innumerables asociaciones políticas y obreras con carruajes, banderas y pancartas, con visible pompa, de la que hay una extensa memoria fotográfica y en la que no faltó representación alguna. No estuvieron exentas de boato; lo tuvieron más que las dedicadas a cualquier otro dirigente español en el exilio...». En el sepelio estuvieron presentes los dirigentes socialistas del viejo «caballerismo», directivos del socialismo francés y de la CGT, un representante del gobierno de Francia, y muchos políticos españoles exiliados, encabezados por el gobierno republicano en pleno presidido por José Giral. Allí se encontraron, entre otros, Miguel Maura, Dolores Ibárruri, Juan Negrín y miembros de la CNT. Sus restos fueron depositados en el cementerio parisino de Père Lachaise, al pie del Muro de los Federados dedicado a los mártires de La Comuna.

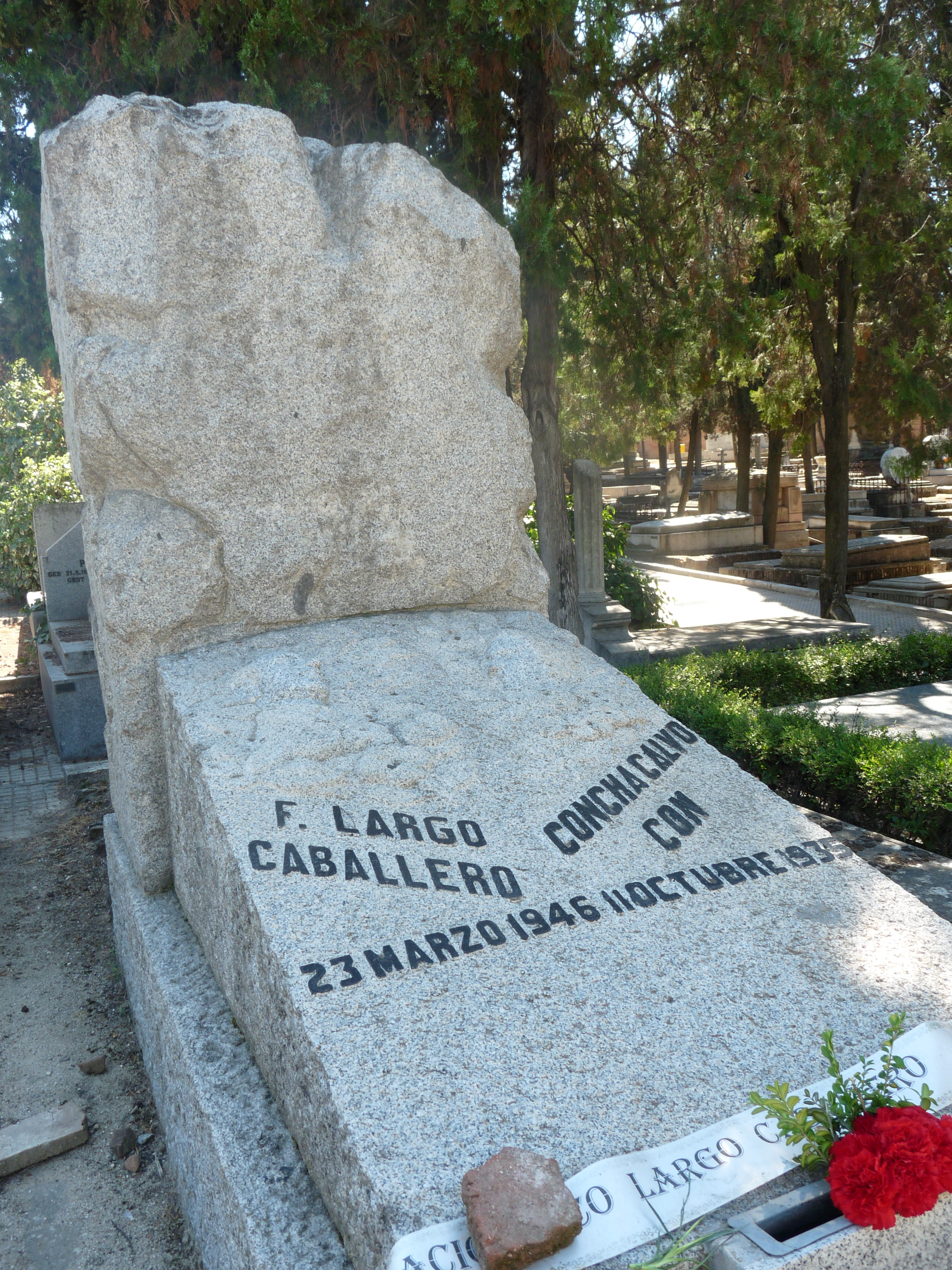
Tumba de Francisco Largo Caballero en el cementerio civil de Madrid

Con el regreso de la democracia a España sus restos mortales fueron trasladados a Madrid el 8 de abril de 1978, donde se celebró un funeral en su memoria al que acudieron cientos de miles de personas convocadas por las organizaciones socialistas (PSOE, UGT y JSE). Ese mismo año la UGT creó la Fundación que lleva su nombre. El motivo que llevó a su traslado a España, no fue otro que seguir la voluntad que él mismo había escrito en su testamento, en 1941, escribió: “Cualquiera que sea el lugar donde yo fallezca, es mi voluntad que, en cuanto sea posible, se me traslade a Madrid [...]. Quiero volver a España, aunque sea muerto, adonde he nacido y he desarrollado todas mis actividades para hacerla grande moral y materialmente”
El día de su fallecimiento, sábado 23 de marzo de 1946, apareció en El Socialista, editado entonces en Toulouse, un artículo necrológico firmado por Rodolfo Llopis y titulado «¡Yunques, sonad/enmudeced, campanas!» —recogiendo la estrofa de la elegía a Francisco Giner de Antonio Machado—, que incluía la frase que, según Julio Aróstegui, mejor refleja la figura de Largo Caballero:

El proletariado español ha perdido al hombre más representativo de su clase.

## Fundación Francisco Largo Caballero
Lleva su nombre la Fundación Francisco Largo Caballero, creada en 1978 y vinculada a la UGT, que propicia el debate político y sindical, custodia los fondos documentales del sindicalismo socialista y forma parte del Centro Documental de la Memoria Histórica de España.

## Memoria histórica
Placa conmemorativa en Madrid

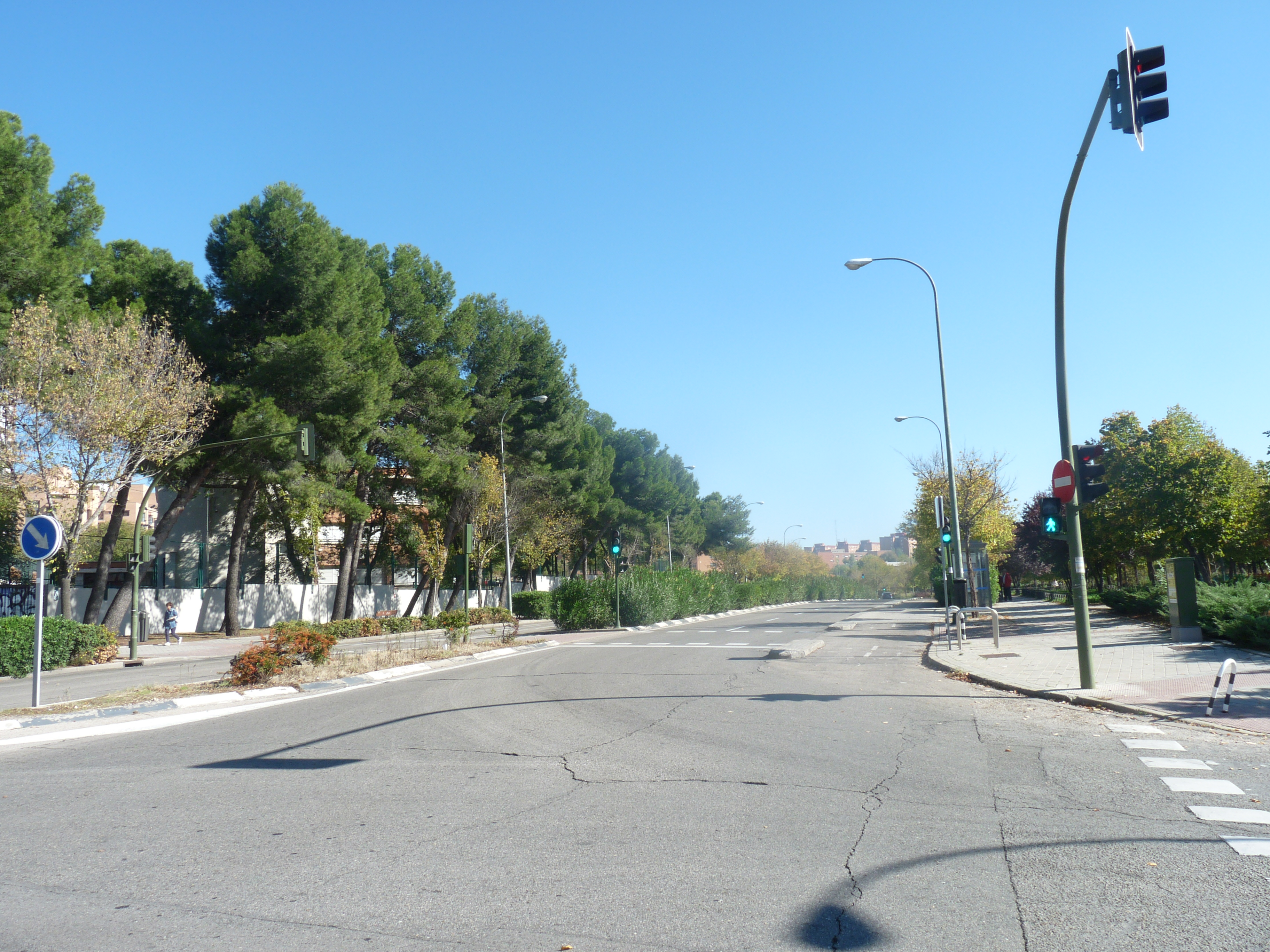
Calle de Francisco Largo Caballero en el distrito de Ciudad Lineal de Madrid

En el lugar donde se hallaba la madrileña casa natal de Largo Caballero, se instaló en 1981 una placa conmemorativa, la cual fue retirada en octubre de 2020 por decisión del ayuntamiento de Madrid, presidido por el popular José Luis Martínez Almeida. El PSOE presentó un recurso contra la decisión, y un tribunal lo desestimó alegando que su retirada era un acto con «presunción de legitimidad; adoptado en el seno de una corporación municipal, en función del principio de decisión democrática y por el voto de la mayoría de sus miembros...». Aun así, el tribunal sentenció también que el Ayuntamiento «deberá custodiar y conservar las partes de la placa quedadas a consecuencia de las labores de retirada, en condiciones adecuadas para permitir su eventual reposición».  En la plaza de Chamberí, en noviembre de 2020, la Plataforma en Defensa del Memorial del Cementerio del Este realizó un acto de desagravio a Largo Caballero.
El 20 de julio de 2022 el juzgado n.º 30 de Madrid de lo contencioso administrativo, a instancias de UGT, ordenó al alcalde Martínez Almeida que repusiera la placa dedicada a Largo Caballero y el nombre de la calle que tenía dedicada, así como la de Indalecio Prieto. Una segunda sentencia emitida a principios de octubre del mismo año por el juzgado n.º 1 de Madrid de lo contencioso administrativo coincidió plenamente con lo acordado por el juzgado n.º 30. Finalmente en julio de 2025 el Tribunal Supremo desestimó un recurso de Vox y consideró ilegal la retirada de la placa de Largo Caballero y de los nombres de las calles dedicadas a él y a Indalecio Prieto.
Escultura en Madrid
En 1985, por decisión del entonces presidente, Felipe González, se dispuso instalar en la sección de Nuevos Ministerios de Madrid, sobre el Paseo de la Castellana una obra del escultor Pepe Noja. Julio Aróstegui describe la escultura así: «Noja tuvo una sensible, luminosa, percepción de esa fuerza interna primigenia, que parece surgir de una roca, esculpida en ella a golpe de cincel cuya punta se hubiese afilado en la piedra abrasiva de múltiples y traumáticas experiencias. De la roca hace surgir Noja una poderosa cabeza a la que sigue una mano; ambas confluyen, pero no se separan de los duros tajos en los que enraízan. La roca, el bronce en este caso, se humaniza luego, sin perder del todo la rudeza de su originaria geología. Largo Caballero fue la roca de la inflexibilidad y la constancia, justamente humanizada a golpe de fracasos y escasamente confortada con ciertas victorias. Y es que, al final, la piedra fue cuarteada, pero nadie pudo realmente destruirla; siguió erguida en una visible soledad en medio del estruendo».
Placa conmemorativa en Crocq
En el pueblo francés de Crocq, se encuentra instalada en la fachada del hotel donde se alojó Largo Caballero en 1941 durante su exilio, una placa recordatoria de su paso por esa localidad.